# しずてつジャストライン西久保営業所
しずてつジャストライン西久保営業所（にしくぼえいぎょうしょ）とは、静岡市清水区にあるしずてつジャストラインの事業所の一つ。ペットマークは清水エスパルスマスコットキャラクターのパルちゃん。

## 概説
静岡鉄道自動車部の清水西久保営業所として1960年代半ばに開設され、2000年代前半にバス事業の分社化によってしずてつジャストライン西久保営業所となり今日に至る。主に静岡市清水区内を起終点とする一般路線バスや清水駅・新清水を発着する高速乗合バスを管轄しているほか、但沼（ただぬま）車庫を発着する静岡市自主運行バスの一部路線の運行も受託している。
2017年（平成29年）3月26日に所在地が清水港の港湾地域（清水区辻一丁目）から東名高速道路清水IC北側の現在地に移転したが、営業所の名称は旧所在地の西久保をそのまま使用している。また、西久保営業所の他に三保半島に折戸車庫、興津川中流域に両河内線との結節点として但沼車庫を有する。
西久保営業所の前身である清水営業所は、1920年代末期に静岡電気鉄道が静清地区で既存事業者を買収して乗合自動車事業を開始した際に、のちに清水駅となる江尻駅前に開設された。1940年代には戦時統合により静岡鉄道清水自動車営業所となったが、空襲により車両設備の殆どを焼失したため、戦後は静岡営業所清水営業区として事業を再開した。
1950年代後半には路線網の拡大増強と共に再び清水営業所となり、現在の富士市吉原には観光営業所として吉原支所、三保地区には三保車庫が開設された。一方で交通量の急激な増加に道路整備が追い付かず、交通渋滞が慢性化していった。清水駅前では混雑緩和のため、新たなバス乗り場の整備が要望されるようになっため、清水営業所は1960年代半ばに清水市内線の西久保電停付近に移転し清水西久保営業所となった。また、増強が続く三保、不二見地区の路線の運用効率化のために清水折戸営業所が開設され、清水営業所の跡地には運行管理所を残して清水駅前バスターミナルが整備拡張された。さらに、車両の大型化やワンマン化により合理化を推進したが、車両制限令の施行をはじめ交通規制が強化されていったために1960年代半ばから1970年代にかけて運行経路の変更や路線の整理統合が進められた。
1970年代から1980年代にかけては、静岡鉄道清水市内線や国鉄清水港線の廃止によりバス輸送へ転換が進み、有度、高部、飯田、庵原など郊外の宅地化の進行と病院の郊外移転に伴い路線の増強や新規開設が行われた。一方で、山間路線は1960年代後半から縮小の一途を辿り、但沼車庫、宍原（ししはら）車庫を結節点として系統が分割され、貸切代替バスに転換されていった。さらに1990年代末期から2000年代初頭にかけてはバス事業の規制緩和を前に不採算路線の整理再編や事業所の整理統合が進められ、吉原支所と清水折戸営業所が廃止され、西久保営業所に統合された。また、山間系統の末端には古くは瓜島（うりしま）車庫、しずてつジャストライン移行後も板井沢、大平、宍原の各車庫に夜間停泊が行われていたが、路線の整理縮小と共に廃止され、営業所車庫と折戸車庫、但沼車庫に集約されていった。
2011年（平成23年）3月11日に発生した東北地方太平洋沖地震では、営業所車庫が津波浸水被害が想定される港湾地域に立地するために、津波警報の発令により運行中のバスが帰庫できず、管内の全線にわたり運休となった。この教訓から、災害に強い公共交通の実現のために営業所を東名高速道路清水IC北側の高台に移転し、併せて管轄路線の再編も行われた。また、2020年代初頭からは、深刻な人員不足に対応するため「北街道線」の支線である「竜爪山線」や「東部団地線」「水梨東高線」など、葵区内の路線を共管するようになっている。

## 沿革
- 1924年（大正13年）5月15日 - 宮寺自動車商会が「江尻線」（静岡駅前 - 江尻仲町間 のちの北街道線）を開設した。[7]
- 1925年（大正14年）
  - 2月 - 森田久吉（静岡市茶町）、安倍自動車商会を経営する山下栄蔵（静岡市新通り）、野尻英志（興津町中宿）の三氏共同経営で森野自動車商会を承継して清水自動車商会を設立した。[8]
  - - 宮寺自動車商会が山下栄蔵から「久能線」の権利を譲渡され、営業を開始した。[9]当時の時刻表では静岡駅 - 久能山下定期便が1日5往復、5人以上の乗客がある場合の不定期便が6往復運行されていた。[10]
- 1926年（大正15年）
  - 1月15日 - 清水自動車商会が森田久吉の経営による森久清水自動車商会（清水市江尻）と、山下栄蔵、野尻英志の二氏経営による身興自動車商会（興津町中宿）に分離された。[11][12]
  - 5月14日 - 身興自動車商会がのちの「山の手線」（江尻駅 - 袖師村 - 興津町 - 小島村 - 両河内村）を開設した。[13]
- 1929年（昭和4年）
  - 3月19日 - 静岡電気鉄道が森久自動車、宮寺自動車を買収し、のちの「久能山線」（静岡駅・江尻駅 - 久能山下）「三保線」（駒越 - 三保）や「北街道線」などの免許を承継した。
  - 4月19日 - 静岡電気鉄道本社に自動車部を開設し、静岡駅前に静岡営業所、江尻駅前に清水営業所を開設した。[4]
- 1930年（昭和5年）5月2日 - 静岡電気鉄道に旧東海道経由の静岡 - 江尻間（のちの狐ヶ崎線、清水狐ヶ崎線）が免許され、5月15日に営業を開始した。[14][15]
  - 静岡市栄町（静岡駅前）- 古庄 - 草薙 - 江尻辻
- 1931年（昭和6年）[16]
  - 4月8日 - 江尻駅に観光案内所が開設された。
  - 4月14-15日 - 鉄道省国際課、東京・名古屋両鉄道局の実地調査によりツーリスト・クーポンの2種類のコースが決定した。
    - 江尻駅 - 鉄舟寺・龍華寺 - 三保松原 - 久能山 - 静岡（全て乗合自動車利用）
    - 江尻駅 - 草薙 - 日本平 - 久能山 - 鉄舟寺・龍華寺 - 江尻駅（草薙 - 日本平 - 久能山は徒歩）

  - 4月27日 - 商工会議所や江尻駅長、静岡電気鐵道などが発起人となり清水市保勝会（のちの観光協会）の設立が決議された。[17]
- 1932年（昭和7年）12月1日 - 静岡電気鉄道が身興自動車を買収し、電鐡自動車を設立した。
- 1933年（昭和8年）11月19日 - 静清国道バスの静岡電気鉄道への営業権譲渡が静岡市議会で可決された。
- 1934年（昭和9年）
  - 7月1日 - 静清国道バス（静岡 - 渋川右岸間）の運行を開始した。
  - 9月8日 - 静清国道バスが江尻駅まで延伸し、静岡 - 江尻駅間の営業が開始された。
- 1935年（昭和10年）10月 - 静岡電気鉄道が電鐡自動車を吸収し静岡電気鉄道自動車部興津営業所を開設した。[18]
- 1936年（昭和11年）3月 - 静岡電気鉄道が市川自動車商会を買収し、のちの「庵原線」の免許を承継した。 [19]
- 1943年（昭和18年）5月15日 - 静岡電気鉄道、静岡乗合自動車、藤相鉄道、中遠鉄道、静岡交通自動車の5社の戦時統合によって静岡鉄道が設立され、静岡鉄道清水自動車営業所となった。
- 1945年（昭和20年）7月7日 - 空襲により清水市内の車両設備を焼失した。
- 1946年（昭和21年）- 静岡駅前に自動車部静岡営業所および静岡営業区を、清水駅前に静岡営業所清水営業区（清水市大和町8）を開設した。[20][21]
- 1948年（昭和23年）12月1日 - 静岡鉄道の戦後第1号の中距離路線として島田 - 興津間に「国道本線」が開設された。
- 1949年（昭和24年）11月 - 金谷 - 興津間の急行運転を開始した。
- 1955年（昭和30年）12月30日 - 静岡清水線の新清水駅駅舎の改築工事が完了した。駅舎南側にはバス発着場が新設され「北街道線」「海岸本線」「庵原線」「清水市内循環線」が発着を開始した。[22][23]
- 1956年（昭和31年）11月1日 - 富士山麓電気鉄道（現 富士急行）との相互乗り入れで静岡営業所の管轄する「静岡沼津線」が開設され、営業区域となった吉原市和田（現 富士市）に吉原営業所が開設された。
- 1958年（昭和33年）6月1日 - 自動車現業の機構改正により清水営業区が自動車部清水営業所となり、吉原営業所が清水営業所吉原支所となった。[24][注釈 2]
- 1961年（昭和36年）- 宮下町の清水厚生病院南隣に西久保寮の用地を取得した。
- 1962年（昭和37年）11月 - 清水営業所の事務室、運転室・車掌の控室を拡張した。
- 1963年（昭和38年）7月 - 交通安全協会清水地区支部より市議会議長宛に清水駅前広場とその周辺の混雑緩和措置として駅前ロータリーからのバスのりばの移転と新たな発着場の整備が要望された。なお静岡鉄道清水市内線の撤去も要求されていた。[5]
- 1964年（昭和39年） - 清水営業所が運行管理所（のちの清水地区自動車支配人室）を残し廃止され、車庫営業所が清水市内線の西久保電停付近に移転し清水西久保営業所（清水市西久保255-4）が発足した。[25] これを受け5月1日のダイヤ改正で複数の路線が西久保車庫前を起終点とするようになった。なお、清水営業所跡地には清水駅前バスターミナルが拡張整備された。
- 1966年（昭和41年）
  - 3月16日 - 清水折戸営業所（清水市折戸248-1）[25]の発足を機に清水地区支配人室が本格的な業務を開始した。
  - 4月9日 - 清水折戸営業所の開所式が行われた。
- 1973年（昭和48年）7月1日 - 清水西久保営業所が地番変更により清水市辻1丁目10-20となった。
- 1974年（昭和49年）
  - 7月7日 - 静岡鉄道清水市内線が七夕豪雨により被災し全線が運行休止となった。
  - 清水駅前バスターミナルが改築され、清水駅前バス案内所や乗務員休憩室等の建物名称が静鉄清水バスセンターとなった。[26]
- 1975年（昭和50年）3月22日 - 静岡鉄道清水市内線の廃止に伴い代行路線「港橋横砂線」が開設された。
- 1976年（昭和51年）3月24日 - 静岡鉄道清水市内線の廃線跡に中央分離帯とバス優先レーンが導入され「さつき通り」と命名された。[27][28]
- 1983年（昭和58年）1月1日 - 清水折戸営業所が地番変更により清水市折戸四丁目2-35となった。
- 1984年（昭和59年）4月1日 - 国鉄清水港線の全線廃止に伴い清水折戸営業所の管轄で「清水港線」が開設された。
- 1986年（昭和61年）3月 - 清水港日の出地区再開発事業により港湾会館清水市日の出センターが完成し、以降「山の手線」が日の出センター経由となり「山原線」「梅ヶ谷線」が日の出センターまで延伸した。
- 1987年（昭和62年）6月 - 「山の手線」の但沼車庫 - 板井沢・大平間が廃止され、清水市による貸切代替バス「両河内線」に転換された。
- 1989年（平成元年）5月1日 - 清水市立病院（現 静岡市立清水病院）が清水市宮加三（みやかみ）の県立富士見病院跡地へ新築移転し「清水市立病院線」が開設されると共に、複数の路線で清水市立病院を経由する系統が誕生した。
- 1998年（平成10年）
  - 3月 - 「三保線」「横砂線」「港南厚生病院線」の停留所にバスロケーションシステムが導入された。[29]
  - 5月25日 - 静岡鉄道が規制緩和を前に「薩埵（さった）線」「庵原線」「山原線」「梅ヶ谷線」「蜂ヶ谷線」「清水久能山線」の廃止と「清水日本平線」「三保線」「山の手線」の一部区間の廃止計画を清水市に申し出た。[30]
  - 西久保営業所吉原支所・吉原営業所（観光営業所）が廃止された。
- 1999年（平成11年）4月1日 - 大規模な路線再編が行われ、5路線で清水市による欠損補助が開始されたほか「山の手線」但沼 - 宍原間が廃止され、代替バス「両河内線」の宍原系統に転換された。また、清水市バス利用促進検討委員会が設置された。
- 2001年（平成13年）- 清水折戸営業所が廃止され西久保営業所折戸車庫となった。
- 2002年（平成14年）
  - 2月 - 静岡県生活交通確保対策協議会にて「船越堤公園線」保健センター系統の廃止と清水市内6路線22系統の欠損補助が決定した。[31]
  - 10月1日 - バス事業の分社化によりしずてつジャストライン西久保営業所として営業を開始した。
- 2003年（平成15年）4月1日 - 清水市が静岡市と合併した。これにより2000年（平成12年）に採択された『静岡市オムニバスタウン計画』の見直しが検討された。[32]
- 2005年（平成17年）
  - 4月1日 - 『静岡市オムニバスタウン計画』が3年間延長され、以降2007年度まで清水区内への低床バスの導入が進められた。
  - 7月23日 - しずてつジャストラインとしては初となる県外高速路線「中部国際空港線」が西久保営業所の管轄で開設された。
- 2009年（平成21年）11月30日 - 同日を以って清水駅西土地区画整理事業により清水駅前バスターミナルが廃止され、清水駅西口のロータリーにバスターミナルおよび清水駅前案内所が移転した。跡地には清水駅西第一地区一種市街地再開発事業施設「えじりあ」の建設が開始された。
- 2017年（平成29年）3月26日 - 地震津波対策、事業継続計画（BCP）強化のため、清水区辻一丁目から清水区高橋に営業所を移転し、併せて大規模な路線再編が実施された。辻一丁目の営業所跡地はその後、住宅展示場となった。

## 現在の営業路線

### 三保山の手線
- 運行系統および主要停留所
  - （250）但沼車庫前 - 消防学校前 -（250）興津駅前 - 横砂（（250）横砂南町 -）- （257）清水駅（250）- 新清水 - 駒越北 - 折戸車庫 - 白浜町（ - 世界遺産三保松原（257））- 三保ふれあい広場 - 三保車庫前（257） - 東海大学三保水族館（257）
  - （250）消防学校前 ← 興津駅前 ← 横砂 ← 清水駅（平日のみ朝1便運行）
  - 承元寺 → 興津駅前 → 横砂 → 清水駅 → 三保車庫前（平日のみ朝1便運行）
  - 興津駅前 → 横砂 → 清水駅 → 三保車庫前（平日のみ朝1便運行）

- 概説
  - 1990年代末期の不採算路線の整理統合と旧清水市内の南北アクセス向上を目的とした大規模な再編により「三保線」の旧清水市内の系統と「山の手線」を統合して開設された。同時に整理統合された「薩埵線」と「横砂線」は承元寺系統と横砂南町系統として現在も平日朝のみの運行で存続しており、「山の手線」の廃止区間の代替路線である「両河内線」には但沼車庫で接続している。[注釈 3]
  - 平日朝および夕方以降のみ清水駅を挟んだ南北直通運行が行われており、平日日中および土日祝日は清水駅での乗り換えが必要となる。[注釈 4]直通運行の三保方面は、清水駅手前まで行先が「250清水駅　三保方面」と表示され、横砂·但沼方面は波止場フェルケール博物館手前まで「257清水駅　山の手方面」または「257清水駅　横砂方面」と表示される。
  - 2013年（平成25年）に三保松原がユネスコの世界文化遺産の構成資産に登録され、周辺（現 三保松原町）の清水三保羽衣土地区画整理事業により、大型バスが通行可能となったため、1970年代末期に廃止された三保松原（当時は羽衣松停留所）への支線系統が土日祝日のみの運行で復活した。
  - 清水駅前 - 港橋間は静岡鉄道清水市内線の一部区間、清水駅前 - 三保ふれあい広場間は国鉄清水港線の鉄道廃止代替バスとしての性格も有している。
  - 承元寺→三保車庫前系統は事業者単独では路線維持が困難なことから、静岡市の補助（静岡市バス路線維持費補助金）を受けて運行している[33]。
- 沿革
  - 1999年（平成11年）4月1日 - 開設。「三保線」の静岡方面への系統は「三保静岡線」に整理された。また、但沼から袖師を経由して「港南厚生病院線」に乗り入れる系統が開設された。[34]
    - （250）但沼車庫 -（承元寺 → 薩埵 →） - 興津駅前 -（（260）横砂駅 - ）清水駅前 - 新清水 - 波止場フェルケール博物館 - 駒越 - 折戸車庫（54）（ - 三保灯台下（56））- 三保車庫（57）- 三保ランド（58）
    - 但沼車庫 → 興津駅前 → 横砂 → 神明前 → 清水厚生病院（平日朝のみ3本運行）

  - 2005年（平成17年）4月1日 - 新静岡から旧三保線への直通系統が廃止され「三保静岡線」が「国道静岡清水線」となった。
  - 2007年（平成19年）
    - 9月 - 三保文化ランドの閉館が発表された。以降、スイミングプール前の三保ランド停留所の転回場が閉鎖のうえエスパルス練習場入口という名称に変更され、旧三保ランド駐車場北側に設置された東海大学三保水族館停留所での折り返しとなった。
    - 11月1日 - 三保本町 - 三保灯台下間の運行が廃止された。

  - 2013年（平成25年）10月 - 世界遺産三保松原停留所までの支線系統（55）が開設された。（土日祝日のみ運行）
    - （250）但沼車庫 -（承元寺 → 薩埵 →） - 興津駅前 -（（260）横砂駅 - ）清水駅 - 新清水 - 波止場フェルケール博物館 - 駒越 - 折戸車庫（54）（ - 世界遺産三保松原（55））- 三保車庫（57）- 東海大学三保水族館（58）
    - 但沼車庫 → 興津駅前 → 横砂 → 神明前 → 清水厚生病院

  - 2014年（平成26年）4月1日 - 平日の日中及び土休日は旧山の手線（但沼車庫⇔清水駅前）旧三保線（清水駅前⇔三保方面）で運行が分割された。また平日朝1本のみ設定されていた但沼車庫発清水厚生病院行きが廃止された。
  - 2017年（平成29年）3月26日 - 折戸車庫行（54）の運行が廃止された。また、行先別の系統番号が廃止され、旧山の手線区間、旧三保線間でそれぞれ系統番号が統一された。

### 三保草薙線
- （260）三保車庫前 - 折戸車庫 - 駒越 - 忠霊塔前 - 静岡市立清水病院（260） - 妙音寺 - 狐ヶ崎駅前 - 草薙駅南口 - 県立大学前 - 草薙団地（260）
  - 草薙団地内は、時計回りにラケット状の経路を運行する（運賃を通算して連続乗車可能）。
  - （午前中は県大→草薙団地、午後は草薙団地→県大の経路で、同大学正面玄関車寄せ内バス停に乗り入れる。土休日ダイヤでは経由しない）
  - 本路線は事業者単独では路線維持が困難なことから、国（地域間幹線系統確保維持費国庫補助金）・県（バス運行対策費補助金）及び市の補助（静岡市バス路線維持費補助金）を受けて運行している[33]。
- 沿革
  - 1990年（平成２年）4月1日 - 「三保狐ヶ崎ヤングランド線」を草薙団地まで延伸して開設された。[35]同年8月現在の路線図では次の主要停留所を運行していた。
    - （229）三保ランド - 三保車庫前 - 三保駅前 - 三保松原入口 - 折戸営業所 - 東海大学 海員学校前 - 駒越 - 駒越局前 - 忠霊塔 - 清水市立病院 - 日本平登山口 - 竜ヶ寺 - 妙音寺 - 南矢部 - 福祉センター入口 - 有東坂 - 狐ヶ崎ヤングランド - 有度第一小学校 - 清水七中前 - 草薙駅前 - 草薙駅入口 - 県立大学入口 - つつじヶ丘団地入口 - 草薙神社前 - 草薙団地（228）

  - 1995年（平成7年）4月1日 - 一部の便が静岡県立大学への乗り入れを開始した。 [36]
  - 2009年（平成21年）10月1日 - 三保車庫－折戸車庫間の運行が廃止された。
  - 2011年（平成23年）3月27日 - 地元からの要望により三保車庫－折戸車庫間の運行が三保車庫始発で朝1便のみ運行を再開した。
  - 2016年（平成28年）9月18日 - JR草薙駅に橋上駅舎化と共に北口が開設され、北口広場、南口広場が整備された。
  - 2018年（平成30年）
    - 4月1日 - 平日午前のみ運行で三保車庫 - 静岡市立清水病院間の直通系統が開設された。
    - 10月１日 - 「草薙瀬名新田線」がJR草薙駅北口止まりとなり、草薙駅南口は「三保草薙線」「草薙美術館線」の運行となった。

### 庵原線
- 運行系統および主要停留所
  - （241・244）清水駅 - 東高前 - 龍雲院前 - 小里入口 - 庵原小学校前 - 清水庵原球場入口（ - トレーニングセンター（244）） - 上伊佐布（241）
  - （242）清水駅 - 東高前 - 龍雲院前 - 小里入口 - 庵原中学校前 - 山切 - 杉山 - 吉原温泉 - 吉原（242）
  - （243）清水駅 - 東高前 - 龍雲院前 - 小里入口 - 庵原中学校前 - 横砂入口 - 廣瀬 - 茂畑（243）
- 概説
  - 清水駅と庵原（いはら）地区を結ぶ複数の系統によって構成されており、県道75号（旧道）に沿って庵原川本流の上流域を結ぶ上伊佐布（いさぶ）系統と支線のトレーニングセンター系統、庵原川支流の山切川沿いに杉山地区を経由する吉原（よしわら）系統、県道371号に沿って波多打川上流域を結ぶ茂畑（もばた）系統の4系統が運行されている。なお、狭隘区間を有するため中型車のみで運行されている。
  - 本路線は事業者単独では路線維持が困難なことから、静岡市の補助（静岡市バス路線維持費補助金）を受けて運行している[33]。
  - 沿線には1990年代から庵原スポーツパークの建設が進められ、2000年代に清水ナショナルトレーニングセンターや清水庵原球場が開業し、さらに新東名高速道路の建設に伴い2012年（平成24年）には清水JCT、清水いはらIC、新清水JCTが開通するなど、周辺環境が激変している。
  - 2005年（平成17年）10月に吉原系統の末端部において市民の通報により運行打ち切りが発覚し、これを受けたグループ全体での社内調査の結果、他の路線でも最終便の終点手前で乗客がいない場合に運行を打ち切っていたことが明るみとなった。[37]これを受け、道路運送法違反による監査や行政処分のほか、運行中断が行われていた補助金対象路線の26系統について補助金の返還、再発防止のための社内制度づくりが行われた。[38]
- 沿革
  - 1916年（大正5年）7月17日 - 庵原軌道が廃止された。
  - 1925年（大正14年）
    - 4月9日 - のちの伊佐布自動車合資会社（大正15年3月8日設立）[39]に江尻駅から庵原村伊佐布を経由して庵原村吉原を結ぶ路線の開設が許可された。[40]
    - 7月12日 - 伊佐布自動車が江尻駅 - 吉原間の営業を開始した。[41]
    - 10月5日 - 市川自動車商会（市川錦造）が申請した西久保を経由して庵原村杉山を結ぶ路線が許可された。[42]
    - 11月19日 - 市川自動車商会が路線を開業した。[43]
      - 清水市大和町（江尻駅） - 江尻町 - 袖師村西久保 - 庵原村杉山

  - 1932年（昭和7年）- 伊佐布自動車が解散し、志太郡青島町前島（現 藤枝市前島）の鈴木自動車商会（鈴木菊次郎）が路線を承継した。[41][44]
  - 1936年（昭和11年）3月 - 静岡電気鉄道が市川自動車商会を買収し、免許を承継した。 [19]
  - 1952年（昭和27年）1月1日 - 同日改正の時刻表では清水 - 伊佐布間が1日4往復、清水 - 吉原間が1日3往復の運行であった。
  - 1955年（昭和30年）
    - 7月20日 - 同日改正の時刻表では次の2系統で伊佐布系統が1日7往復（冬季6往復）、吉原系統が1日4往復運行されていた。
      - 清水駅前 - 松花 - 伊佐布
      - 清水駅前 - 松花 - 吉原

    - 12月30日 - 新清水駅発着となった。

  - 1958年（昭和33年）7月1日 - 同日改正の時刻表では伊佐布系統は上伊佐布まで延伸している。また、路線図では吉原の停留所名は吉原温泉となっている。
    - 新清水 - 末広町 - 清水駅前 - 大手町 - 秋葉前 - 庵原局前 - 伊佐布 - 上伊佐布
    - 新清水 - 末広町 - 清水駅前 - 大手町 - 秋葉前 - 庵原局前 - 庵原中学校前 - 草ヶ谷 - 杉山 - 吉原温泉

  - 1961年（昭和36年）
    - 6月29日 - 庵原郡庵原村が清水市に編入された。
    - 11月15日 - 同日現在の時刻表では広瀬への新区間が開設されている。また、上伊佐布系統は吉原大向まで延伸している。
      - 新清水 - 末広町 - 清水駅前 - 大手町 - 秋葉前 - 庵原局前 - 伊佐布 - 上伊佐布 - 吉原大向
      - 新清水 - 末広町 - 清水駅前 - 大手町 - 秋葉前 - 庵原局前 - 庵原中学校前 - 草ヶ谷 - 杉山 - 吉原温泉
      - 新清水 - 末広町 - 清水駅前 - 大手町 - 秋葉前 - 庵原局前 - 庵原中学校前 - 草ヶ谷 - 広瀬

  - 1962年（昭和37年）11月25日 - 同日現在の時刻表では広瀬系統は茂畑まで延伸している。
  - 1964年（昭和39年）4月 - 「西久保循環線」が「庵原線」に統合され、袖師公民館前経由と秋葉前経由となった。[45]
  - 1969年（昭和44年） - 東名高速道路の清水IC取付道路（都市計画道路 嶺神明線 現県道338号清水インター線 ）の開通により、袖師公民館前経由がインター取付道路に付け替えのうえ「東名清水線」に分離された。
  - 1973年（昭和47年）11月15日 - 同日現在の時刻表では次の系統が存在した。
    - 新清水 - 清水駅前 - 秋葉前 - 龍雲院前 - 小里入口 - 庵原小学校前 - 伊佐布 - 上伊佐布（241）- 吉原大向（244）
    - 新清水 - 清水駅前 - 秋葉前 - 龍雲院前 - 小里入口 - 庵原中学校前 - 草ヶ谷 - 山切 - 杉山 - 吉原温泉（242）
    - 新清水 - 清水駅前 - 秋葉前 - 龍雲院前 - 小里入口 - 庵原中学校前 - 草ヶ谷 - 尾羽 - 広瀬 - 茂畑（243）

  - 1975年（昭和50年）8月16日 - 同日改正の時刻表では上伊佐布 - 吉原大向間（41）が廃止される一方、吉原系統が吉原温泉上まで延伸している。1日の運行本数は上伊佐布系統上り22本下り20本、吉原系統上り15本下り14本、茂畑系統上り7本下り6本となっており、日中（11時台～14時台）は全て清水駅前発着となっていた。
    - 新清水 - 清水駅前 - 秋葉前 - 龍雲院前 - 小里入口 - 庵原小学校前 - 伊佐布 - 上伊佐布（241）
    - 新清水 - 清水駅前 - 秋葉前 - 龍雲院前 - 小里入口 - 庵原中学校前 - 草ヶ谷 - 山切 - 杉山 - 吉原温泉 - 吉原温泉上（242）
    - 新清水 - 清水駅前 - 秋葉前 - 龍雲院前 - 小里入口 - 庵原中学校前 - 草ヶ谷 - 尾羽 - 広瀬 - 茂畑（243）

  - 1984年（昭和59年）4月 - 同月現在の時刻表では吉原系統（242）が吉原温泉上から吉原まで延伸している。
  - 1990年（平成2年）8月 - 同月現在の路線図では次の系統が運行されていた。
    - 新清水 - 清水駅前 - 秋葉前 - 龍雲院前 - 小里入口 - 庵原小学校前 - 伊佐布 - 上伊佐布（241）
    - 新清水 - 清水駅前 - 秋葉前 - 龍雲院前 - 小里入口 - 庵原中学校前 - 草ヶ谷 - 山切 - 杉山 - 吉原温泉 - 吉原（242）
    - 新清水 - 清水駅前 - 秋葉前 - 龍雲院前（- 小里入口 - 庵原中学校前 - 草ヶ谷 -／- 千日原 -）尾羽 - 広瀬 - 茂畑（243）

  - 1998年（平成10年）5月25日 - 静岡鉄道から清水市に不採算路線として廃止計画が伝達された。
  - 1999年（平成11年）4月1日 - 新清水 - 清水駅前区間が廃止されたが、児童生徒の通学に欠かせない路線として清水市による欠損補助により存続した。
  - 2001年（平成13年）4月 - 清水ナショナルトレーニングセンターが開業した。
  - 2003年（平成15年）4月 - トレーニングセンター系統（244）が開設された。[46]
  - 2005年（平成17年）7月17日 - 清水庵原球場が供用を開始した。
  - 2011年（平成23年）10月11日 - 一乗寺前停留所の名称が清水庵原球場入口に変更された。
  - 2017年（平成29年）3月26日 - 系統番号が行先別から系統別に改変された。
    - （241）清水駅 - 秋葉前 - 龍雲院前 - 小里入口 - 庵原小学校前 - 清水庵原球場入口 - 上伊佐布（241）
    - （242）清水駅 - 秋葉前 - 龍雲院前 - 小里入口 - 庵原中学校前 - 山切 - 杉山 - 吉原温泉 - 吉原（242）
    - （243-1）清水駅 - 秋葉前 - 龍雲院前 - 小里入口 - 庵原中学校前 - 草ヶ谷 - 尾羽 - 広瀬 - 茂畑（243-1）
    - （243-2）清水駅 - 秋葉前 - 龍雲院前 - 千日原 - 尾羽 - 広瀬 - 茂畑（243-2）
    - （244）清水駅 - 秋葉前 - 龍雲院前 - 小里入口 - 庵原小学校前 - 清水庵原球場入口 - トレーニングセンター（244）

  - 2022年（令和4年）4月1日 - 茂畑系統千日原経由（243-2）が廃止され、小里入口経由の系統番号が（243）となった。

### 清水厚生病院線
- 主要停留所
  - （240）清水駅 - 辻 - 清水郵便局 - 袖師小学校入口 - 神明前 - 清水厚生病院 - 静鉄車庫（240）
- 概説
  - 「港南厚生病院線」の終点であった沖電気の南隣に西久保営業所が新築移転し、開業に併せたダイヤ改正で静鉄車庫まで延伸の上、「港南線」を分離して開設された。
  - 本路線は事業者単独では路線維持が困難なことから、静岡市の補助（静岡市バス路線維持費補助金）を受けて運行している[33]。
- 沿革
  - 2017年（平成29年）3月26日 - 「港南厚生病院線」を「港南線」と「清水厚生病院線」に分離し、静鉄車庫まで延伸した。[47]
  - 2018年（平成30年）4月1日 - 沖電気乗り入れを廃止した。

### 港南線
- 運行系統および主要停留所
  - （224）清水駅 - 新清水 - 万世町 - 桜ヶ丘 - 妙音寺 - 静岡市立清水病院 - 忠霊塔（224）
- 概説
  - 清水駅から万世町までの中心市街地から県道197号入江富士見線、県道198号駒越富士見線を経由して入江地区、不二見地区を結ぶ路線である。静岡市立清水病院への通院路線の側面も有しており、日中の運行便は同病院の正面玄関前に停車する。
  - 本路線は事業者単独では路線維持が困難なことから、静岡市の補助（静岡市バス路線維持費補助金）を受けて運行している[33]。
  - 不二見地区は戦時疎開した日立製作所清水工場（現 日立ジョンソンコントロールズ空調（株）清水事業所）周辺の緑ヶ丘や駒越から都市化が進行し、高度経済成長期にかけて入江地区と共に人口が激増した地域であり、[48] 同様に駒越を経由する「清水久能山線」や「清水日本平線」の沿線市街地の外郭を補完する路線として開設された。
  - 1950年代末期の開設当初は清水銀座から入江地区を経由する柳町経由と、市役所前から千歳町を経由して入江浜田で合流する千歳橋経由が存在したが、1960年代後半には東海道本線と静岡鉄道静岡清水線の踏切が重なる浜田地区の渋滞回避とワンマン運行への転換のために万世町経由となった。
  - 1980年代前半には「東名清水線」と統合され、清水駅を跨いで南北を縦貫する「港南厚生病院線」となったが、2017年（平成29年）に再び分離され「清水厚生病院線」と「港南線」となった。
- 沿革
  - 1957年（昭和32年）- 清水市宮加三（みやかみ）地区に県立富士見病院（360床）が建設された。
  - 1958年（昭和33年）9月25日 - 巴川の千歳橋架け替え工事の竣工式が開催された。[49]
  - 1959年（昭和34年）6月16日 - 同日改正の時刻表では8月上旬開設予定として掲載されている。
    - 清水駅前 - 竜ヶ寺前
    - 清水駅前 - 竜ヶ寺前 - 万象寺（まんぞうじ）

  - 1960年（昭和35年）12月1日 - 同日現在の時刻表では次の経路を運行しており、朝晩のみ日立工場前発着が運行されていた。また、竜ヶ寺、県立富士見病院までの区間便は千歳橋経由で運行されていた。
    - 千歳橋経由：清水駅前 - 新清水 - 市役所前 - 千歳町 - 入江浜田 - 横浜町 - 桜ヶ丘 - 岡小学校入口 - 北矢部アパート前 - 庄福町 - 妙音寺 - 鉄舟寺 - 竜ヶ寺（ - 日立工場前）- 富士見病院入口
    - 柳町経由：清水駅前 - 青少年会館前 - 柳町 - 銀座二丁目 - 巴川製紙前 - 入江浜田 - 横浜町 - 桜ヶ丘 - 岡小学校入口 - 北矢部アパート前 - 庄福町 - 妙音寺 - 鉄舟寺 - 竜ヶ寺 - 富士見病院入口 - 忠霊塔前 - 万象寺

  - 1962年（昭和37年）11月25日 - 同日現在の時刻表では静岡県柑橘試験場まで延伸している。
    - 清水駅前 - 新清水 - 市役所前 - 千歳町 - 入江浜田 - 横浜町 - 桜ヶ丘 - 岡小学校入口 - 北矢部アパート前 - 庄福町 - 妙音寺 - 鉄舟寺 - 竜ヶ寺（ - 日立工場前）- 富士見病院入口
    - 清水駅前 - 青少年会館前 - 柳町 - 銀座二丁目 - 巴川製紙前 - 入江浜田 - 横浜町 - 桜ヶ丘 - 岡小学校入口 - 北矢部アパート前 - 庄福町 - 妙音寺 - 鉄舟寺 - 竜ヶ寺 - 富士見病院入口 - 忠霊塔前 - 万象寺 - 県柑橘試験場前

  - 1964年（昭和39年）5月1日 - 清水西久保営業所の開設に伴い西久保営業所発着となった。[45]
  - 1972年（昭和47年）11月 - 同月現在の路線図では万世町経由のみの運行となっており、忠霊塔 - 万象寺間が「清水久能山線」に整理され、忠霊塔を起終点としている。
    - 清水駅前 - 新清水 - 市役所前 - 万世町東京銀行前 - 岡町 - 桜ヶ丘 - 岡小学校入口 - 鈴与アパート前 - 北矢部アパート前 - 庄福町 - 妙音寺 - 竜ヶ寺 - 富士見病院前 - 忠霊塔（224）

  - 1975年（昭和50年）- 忠霊塔近くに県営駒越団地が建設された。[50]
  - 1976年（昭和51年）1月1日 - 同日現在の時刻表では日中毎時3本、平日65.5往復、日祝日58.5往復が運行されていた。
    - 清水駅前 - 新清水 - 市役所前 - 万世町東京銀行前 - 岡町 - 桜ヶ丘 - 鈴与アパート前 - 北矢部アパート前 - 向田町公民館前 - 妙音寺 - 竜ヶ寺 - 富士見病院前 - 忠霊塔（224）

  - 1981年（昭和56年）10月 -「東名清水線」が清水厚生病院まで路線を延伸すると共に「港南線」と統合され「港南厚生病院線」となった。
  - 2017年（平成29年）3月26日 - 再び「港南線」と「清水厚生病院線」に分割された。

### 市立病院線
- 運行系統および主要停留所
  - （236）清水駅前 - 新清水 - 市役所前 - 浜田町 - 入江岡駅前 - 桜橋駅前 - 大坪二丁目 - 西高町 - 堂林二丁目 - 向田町 - 妙音寺 - 龍華寺 - 静岡市立清水病院（236）

- 概説
  - さつき通り（国道149号）の市役所前から南幹線（県道407号）、花みずき通り（都市計画道路 日の出町押切線）を経由して清水駅と静岡市立清水病院を結ぶ路線であり、市立病院の郊外移転に伴い「桜橋竜ヶ寺線」を延伸して開設された。
  - 1990年代末期の不採算路線の整理再編の際には「梅ヶ谷線」「蜂ヶ谷線」と統合され「蜂ヶ谷市立病院線」「梅ヶ谷市立病院線」となったが、2017年の営業所移転に伴う再編では再び系統が分離され「市立病院線」となった。
- 沿革
  - 1989年（平成元年）5月1日 - 清水市立病院の清水市宮加三（みやかみ）への新築移転に伴い「桜橋竜ヶ寺線」を延伸して「清水市立病院線」として開設された。
    - （272）清水駅前 - 新清水 - 市役所前 - 浜田町 - 入江岡駅前 - 桜橋駅前 - 大坪町 - 西高町 - 向田町公民館前 - 妙音寺 - 竜ヶ寺 - 日本平登山口 -（← 天王山公園 ←）- 清水市立病院（236）

  - 1999年（平成11年）4月1日 - 「蜂ヶ谷市立病院線」「梅ヶ谷市立病院線」に整理された。
  - 2003年（平成15年）4月1日 - 静岡市と清水市の合併に伴い清水市立病院が静岡市立清水病院となった。
  - 2017年（平成29年）3月26日 -「市立病院線」と「梅ヶ谷蜂ヶ谷線」に整理された。

### 山原梅蔭寺線
- 運行系統および主要停留所
  - （212）山原 - 下野 - 高橋 - 辻五丁目 -（212）清水駅（232）- 新清水 - 梅蔭寺 - 日立工場入口 - 静岡市立清水病院 - 忠霊塔（232） - 久能山下（232）
  - （212）静鉄車庫 - 下野 - 高橋 - 辻五丁目 - 清水駅（212）
  - 山原 → 下野 → 高橋 → 辻五丁目 → 清水駅 → 新清水 → 日の出センター

- 概説
  - 1990年代末期の不採算路線の整理再編の際に「清水日本平線」の清水市立病院 - 日本平区間を廃止の上、「清水久能山線」と「山原線」（やんばらせん）を統合して清水市の欠損補助により開設された。
  - 日中の運行便は港南線と同様に、静岡市立清水病院の正面玄関前に停車する。
  - 日の出センター系統は平日朝2本のみの運行となっている。
  - 本路線は事業者単独では路線維持が困難なことから、静岡市の補助（静岡市バス路線維持費補助金）を受けて運行している[33]。
- 沿革
  - 1999年（平成11年）4月1日 -「清水日本平線」「清水久能山線」「山原線」を整理統合して開設。
  - 2017年（平成29年）3月26日 - 営業所移転に伴い下野 - 静鉄車庫間に支線を新設。[51]
  - 2025年（令和7年）4月1日 - ダイヤ改定により、駒越経由を廃止して忠霊塔経由に一本化（最終運行日は2025年3月31日）。

### 石田街道線
- 東大谷 - 久能山下（14）　
  - 東大谷からの末端区間のみを担当し、静岡駅南口 - 東大谷間は小鹿営業所の管轄である。
  - 元々はこの区間も小鹿営業所が担当していたが、2020年6月のダイヤ改定で共管となり、2021年3月の改定で全便が西久保営業所の担当となった。
  - 路線に狭隘な区間を有するため、中型車のみで運行されている。
  - 本系統は事業者単独では路線維持が困難なことから、静岡市の補助（静岡市バス路線維持費補助金）を受けて運行している[33]。

### 北街道線
- 運行系統および主要停留所
  - （65）清水駅 - 秋吉町 -（65）清水警察署入口 - 押切 - フレスポ静岡 - （65）鳥坂営業所 - 三松 - 上土 - 水落町もくせい会館入口常葉大学水落校舎前 - 新静岡 - 静岡駅（65）
- 概説
  - 県道67号（通称 北街道）を経由して静岡駅と清水駅を結ぶ基幹系統であり、現在は静岡 - 清水間を直通する唯一の一般路線バスとなっている。清水区内では「山原梅蔭寺線」や「梅ヶ谷蜂ヶ谷線」、葵区内では「竜爪山線」「東部団地線」「水梨東高線」「こども病院線」などの支線系統が併行する。
  - 平日の日中は約30分間隔で運行されており、朝は鳥坂営業所からの出庫系統の静岡駅前行や高橋東発静岡駅前行、夜は静岡駅前発押切止まりの入庫便の設定がある。 過去には「竜爪山線」の瀬名原（現 静岡北高入口）まで乗り入れる系統（216）や、清水駅発フレスポ静岡止が運行されていた。
  - 1920年代（大正時代）に宮寺自動車商会が 静岡駅前 - 江尻仲町間に開設した「江尻線」をルーツとし、昭和初期に静岡鉄道の前身である静岡電気鉄道に承継され、現在に至る。
- 沿革
  - 1924年（大正13年）5月15日 - 宮寺自動車商会が静岡駅前 - 江尻仲町間に「江尻線」として路線を開設した。[7]
  - 1929年（昭和4年）3月19日 - 静岡電気鉄道が路線を継承し、江尻仲町から江尻駅前まで延伸した。[14][52]
    - 静岡市栄町（静岡駅前）- 太田町 - 沓谷大正橋 - 千代田村役場 - 西奈村瀬名川 - 高部村押切 - 清水市江尻仲町 - 清水市辻（江尻駅前）

  - 1942年（昭和17年）3月 - 静岡市観光協会発行の時刻表では次の経路を運行していた。[53]
    - 静岡駅 - 鷹匠町 - 水落町 - 横内町 - 清水公園前通り - 巴町 - 女子師範前 - 株田 - 蓮永寺 - 関岡病院 - 沓谷 - 千代田 - 上土 - 瀬名川 - 鳥坂 - 矢崎 - 花立 - 押切 - 天王原 - 高橋 - 國道角 - 魚町 - 清水

  - 1953年（昭和28年）9月現在の時刻表では1日6往復の運行であった。
  - 1955年（昭和30年）12月30日 - 新清水まで延伸した。
  - 1964年（昭和39年）5月1日 - 西久保営業所への入出庫系統が開設された。[45]
    - 静岡駅前 - 新静岡 - 水落町 - 横内町 - 三松 - 川合 - 瀬名川 - 押切 - 高橋 - 永楽町 - 小芝町 - 清水駅前（ - 西久保車庫前）- 新清水

  - 1973年（昭和48年）11月現在の路線図では「竜爪山線」の瀬名原まで乗り入れる系統が開設されている。
    - （217）静岡駅前 - 新静岡 - 瀬名川 - 鳥坂営業所 - 押切 - 高橋 - 高橋本通り - 永楽町 - 小芝町 - 清水駅前 - 新清水（65）
    - （216）瀬名原 -（215）鳥坂営業所 -（214）押切 - 高橋 - 高橋本通り - 永楽町 - 小芝町 - 清水駅前

  - 1976年（昭和51年）1月現在の時刻表では、静岡駅前 - 新清水間が6時台から1日13往復、鳥坂営業所 - 清水駅前の区間系統が平日は朝晩増発で日中毎時1本の1日19往復、瀬名原系統が朝晩各1往復運行されていた。
  - 1977年（昭和52年）2月 - 同月現在の路線図では北街道の高橋新道経由から県道67号新道（通称 花の木通り）経由に運行経路が変更されている。
    - （217）静岡駅前 - 新静岡 - 瀬名川 - 鳥坂営業所 - 押切 - 清水警察署前 - 高橋花の木 - 永楽町 - 小芝町 - 清水駅前 - 新清水（65）
    - （216）瀬名原 -（215）鳥坂営業所 -（214）押切 - 清水警察署前 - 高橋花の木 - 永楽町 - 小芝町 - 清水駅前

  - 1985年（昭和60年）4月8日 - 同日現在の時刻表では新清水発着は朝晩それぞれ2往復のみの運行となっている。また、瀬名原系統の運行が廃止されている。
    - （217）静岡駅前 - 新静岡 - 瀬名川 - （215）鳥坂営業所 - 押切 - 清水警察署前 - 高橋花の木 - 永楽町 - 小芝町 - 清水駅前 - 新清水（65）

  - 2011年（平成23年）2月1日 - 鳥坂営業所との共管となった。
  - 2017年（平成29年）3月26日 - 西久保営業所の移転に伴い、天王町 - 清水駅間が花の木通りから旧北街道の高橋、秋吉町、辻五丁目を経由するルートに変更された。また、静岡駅発清水方面を65系統、清水駅発静岡方面を217系統としていたが、（65）に系統番号が統一された[54]。

### 梅ヶ谷蜂ヶ谷線
- 運行系統および主要停留所
  - （214←はちがやまわり）清水駅 - 永楽町 - 清水警察署前 - 天王町 - 押切 - 旭ヶ丘 - 梅ヶ谷下（→ 梅ヶ谷 → 梅ヶ谷中 →）- 中央共選場前 - 第六中学校前 - 清水警察署前 - 永楽町 - 清水駅（213→梅ヶ谷まわり）
  - 蜂ヶ谷 → 蜂ヶ谷団地入口 → 中央共選場前 → 清水警察署前 → 永楽町 → 清水駅（213）
- 概説
  - 2017年（平成29年）3月26日のダイヤ改正で「梅ヶ谷市立病院線」「蜂ヶ谷市立病院線」の再編により開設された。清水駅 - 市立病院区間は系統を分割して「市立病院線」となった。[55]
  - 本路線は事業者単独では路線維持が困難なことから、静岡市の補助（静岡市バス路線維持費補助金）を受けて運行している[33]。
  - 「蜂ヶ谷線」の上りに相当する蜂ヶ谷発の清水駅行き（213）は平日、土日祝日問わず朝1便のみの運行となっており、他は全て蜂ヶ谷 - 新和田川橋を経由せず、天王町交差点で分岐するラケット状の循環系統となっている。
  - 梅ヶ谷および梅ヶ谷中停留所は清水駅発の梅ヶ谷まわり（213）系統のみが停車し、蜂ヶ谷まわり（214）は停車しない。
  - 入出庫系統として蜂ヶ谷まわりの始発2便は第六中学校発、終バスは天王町止まり、梅ヶ谷まわりの終バスが第六中学校前止まりとなる。
  - 蜂ヶ谷まわりの行先表示は誤乗防止のため「蜂ヶ谷線」「蜂ヶ谷市立病院線」を踏襲してひらがなで表記される。

### 竜爪山線
- 静岡駅前 - 新静岡 - 水落町もくせい会館入口常葉大学静岡水落キャンパス前 - 三松 - 瀬名川一丁目（旧・「東部団地入口」） - 瀬名新田（61）・長尾川老人福祉センター（開館日のみ運行・61） - 則沢（そくさわ・63）
  - 2020年（令和2年）6月8日より、鳥坂営業所との共管路線となっている。
  - 則沢系統は事業者単独では路線維持が困難なことから、静岡市の補助（静岡市バス路線維持費補助金）を受けて運行している[33]。

### 東部団地線
- 静岡駅前 - 新静岡 - 水落町もくせい会館入口常葉大学静岡水落キャンパス前 - 三松 - 瀬名川一丁目 - 東部団地（68）
  - 2020年（令和2年）6月8日より、鳥坂営業所との共管路線となっている。

### 水梨東高線
- 静岡駅前 - 新静岡 - 水落町もくせい会館入口常葉大学静岡水落キャンパス前 - 三松 - 沓谷（くつのや）東・アプリイ沓谷前 - 上土団地前 - 南沼上団地入口（60-1） - 東高前 - 水梨 - 瀬名新田（60）
  - 2020年（令和2年）6月8日より、鳥坂営業所との共管路線となっている。

### 日本平球技場線（Jリーグシャトル）
- 清水駅（東口） - 新清水（清水区役所第3駐車場）- 波止場フェルケール博物館 - 宮加三橋 - 日本平スタジアム
  - 日本平スタジアムでの清水エスパルス主催試合開催時に運行される。行きはキックオフ3時間前からキックオフまで随時、帰りは試合の流れに合わせ随時運行。利用客が非常に多いため、西久保営業所だけでなく、鳥坂・小鹿・唐瀬・丸子の各営業所からも車両が派遣される。

## 県外高速線（高速乗合バス）

### 東京清水線（しみずライナー）
- 停車停留所
  - 東京駅 - 霞が関（上りの降車扱いのみ） - （首都高速道路）- 東名江田 - （東名高速道路） - 高速バス永楽町（乗車）／永楽町（降車） - 清水駅前 - （国道149号） - 新清水 - 桜ヶ丘 - 向田町 - 鉄舟寺 - 日本平運動公園入口 - 駒越北 - 折戸車庫（昼行便） - 世界遺産三保松原（1号、3号の降車扱いのみ）
  - 足柄SAで10分休憩する。
  - トイレ付きハイデッカー4列シート車で運行。
- 沿革
  - 2006年（平成18年）
    - 2月1日 - JRバス関東単独で運行開始。1日4往復。
    - 4月1日 - JR東海バス担当の1往復が加わり、1日5往復となる。
    - 12月28日 - JRバス関東担当の定期便1往復・休日等運転便さらに1往復が加わり、1日6往復（休日等は7往復）となる。

  - 2007年（平成19年）5月16日 - しずてつジャストラインが参入、1日1往復を担当。便数は変わらず。
  - 2008年（平成20年）11月1日 - JRバス関東担当便のうち1往復（8・11号）をしずてつジャストライン担当に変更。
  - 2011年（平成23年）
    - 2月1日 - JRバス関東とJR東海バスが撤退、しずてつジャストラインの単独運行となり、1日5往復に減便となる。
    - 10月13日 - 上り便（東京駅行）が用賀PAで東急田園都市線用賀駅への乗り継ぎサービスを開始（これに先立つ実証実験を2010年5月21日から2011年3月まで実施した）。

  - 2012年（平成24年）10月1日 - 清水区内での運行経路を変更。バス停新設（高速バス永楽町／永楽町、桜ヶ丘、向田町、日本平運動公園入口、駒越北）および廃止（波止場フェルケール博物館、清開二丁目）。運賃設定を一部変更し、駿府ライナーと高速バス永楽町／永楽町・押切 - 東京駅／新宿駅間での系統をまたいだ往復割引適用が可能になる。
  - 2014年（平成26年）
    - 4月1日 - 鉄舟寺バス停を新設。
    - 12月1日 - JRバス関東が運行に再び参入し、1往復を担当。これにより1日6往復に再び増便。

  - 2015年（平成27年）9月1日 - 下り1便（3号）の終点を「世界遺産三保松原」まで延伸した。(12月1日改正で、1号も乗り入れ)
  - 2019年（令和元年）6月18日 - 運賃改定。[56]
  - 2020年（令和2年）4月8日 - 新型コロナウイルスの影響により、この日より当面の間運休。[57]

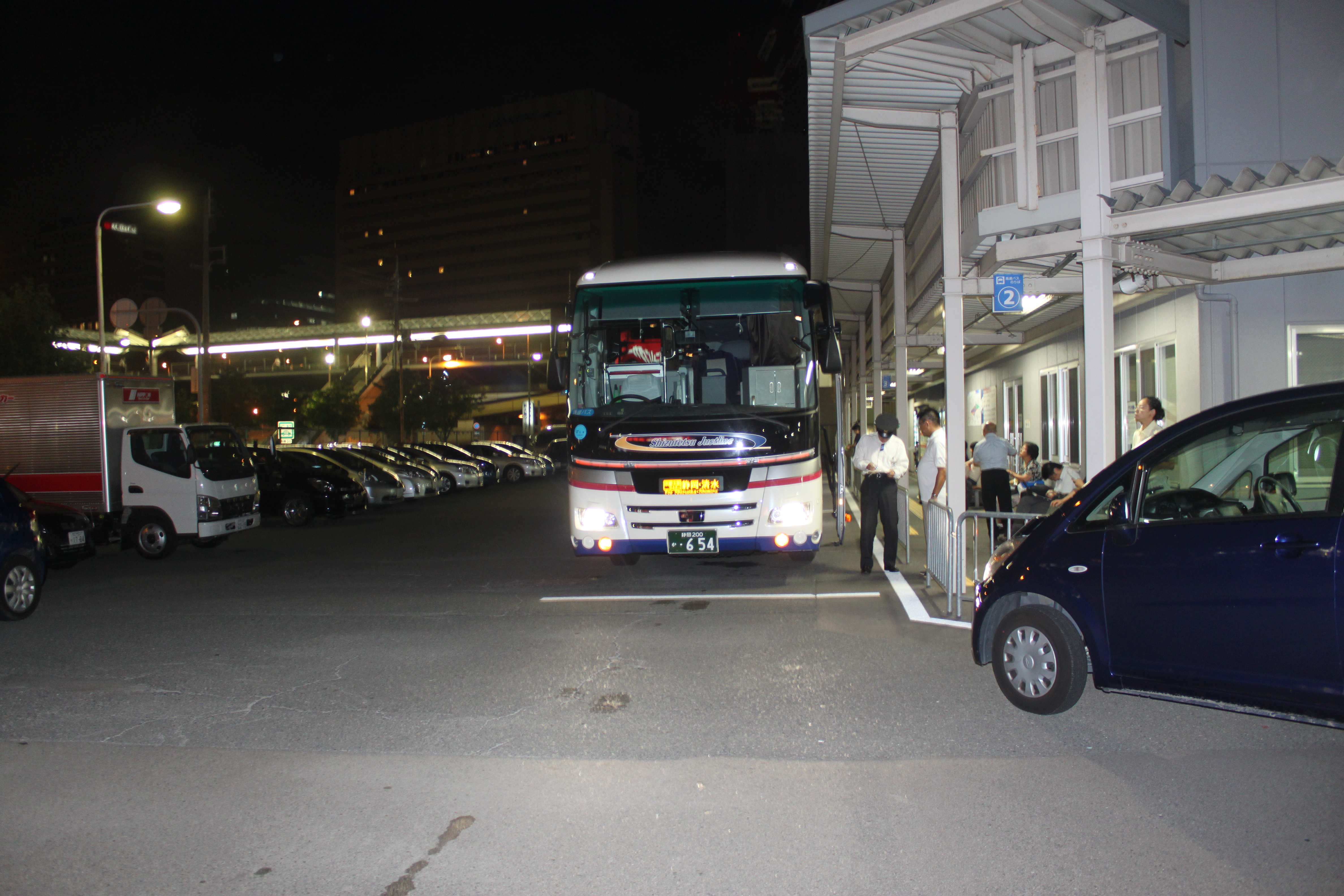
しずてつジャストライン　大阪京都ライナー号　日野セレガHD　西久保653号車

### 静岡大阪線（京都大阪ライナー）
- 清水駅前 - 高速バス永楽町（乗車）／永楽町（降車）- 押切 - 瀬名川西 - 古庄 - 沓谷 - 三松 - 静岡駅前（松坂屋前）・新静岡 - 静岡インター入口 - 東名焼津西 - 東名大井川 - 東名吉田 ＝ 京都深草 - 京都駅八条口＝ 名神大山崎 - 名神高槻 - 名神茨木 - 千里中央 - 千里ニュータウン - 新大阪 - 大阪（阪急梅田） - ユニバーサル・スタジオ・ジャパン - 万博開場(夢洲第1交通ターミナル)[注釈 5]
  - 大阪梅田行き・清水行きともに、停車順序は静岡駅前が先、新静岡が後となる。
  - 2011年（平成23年）3月4日に運行を開始した。当初は阪急バスとの共同運行だったが、2015年（平成27年）4月1日に阪急バスが運行から撤退。同日、路線をユニバーサル・スタジオ・ジャパンまで延長。

## 静岡市自主運行バス

### 両河内線
- 運行系統および主要停留所
  - 但沼車庫 - 小島中学校入口 - 小河内 - 坂本 - 清水工業団地 - 宍原車庫前

- 概説
  - 1980年代後半に「山の手線」の中山間部の不採算区間の2系統を代替バスとして分離し、静岡鉄道が清水市から受託し運行を開始した路線である。規制緩和を前にした1990年代末期には宍原系統も廃止され「両河内線」に転換された。
  - 2000年代前半には平成の大合併によって静岡市が継承し、道路運送法21条の改正を反映した委託方式の自主運行バスとなった。以降、静岡市議会や地元の利用対策協議会で過疎地有償運送事業やデマンドバスについて議論されるようになり、2018年度（平成30年度）から大平・板井沢の2系統がNPO法人による自主運行バスに切り替えられた。切り替えに当たっては運行拠点を和田島に置き、定時運行のみの区間（但沼車庫－和田島間）とデマンド運行[注釈 6]を併用する区間（和田島－大平・和田島－高瀬－板井沢間）に再編され、土曜日は和田島以遠が全便デマンド運行、日曜日は全区間で運休となった。これに伴い現在は宍原系統のみをしずてつジャストラインが受託している。
- 沿革
  - 1986年（昭和61年）3月 - 静岡鉄道から静岡県および清水市に「山の手線」（但沼車庫 - 大平 間、但沼車庫 - 板井沢 間）の2区間の廃止が申し入れられた。

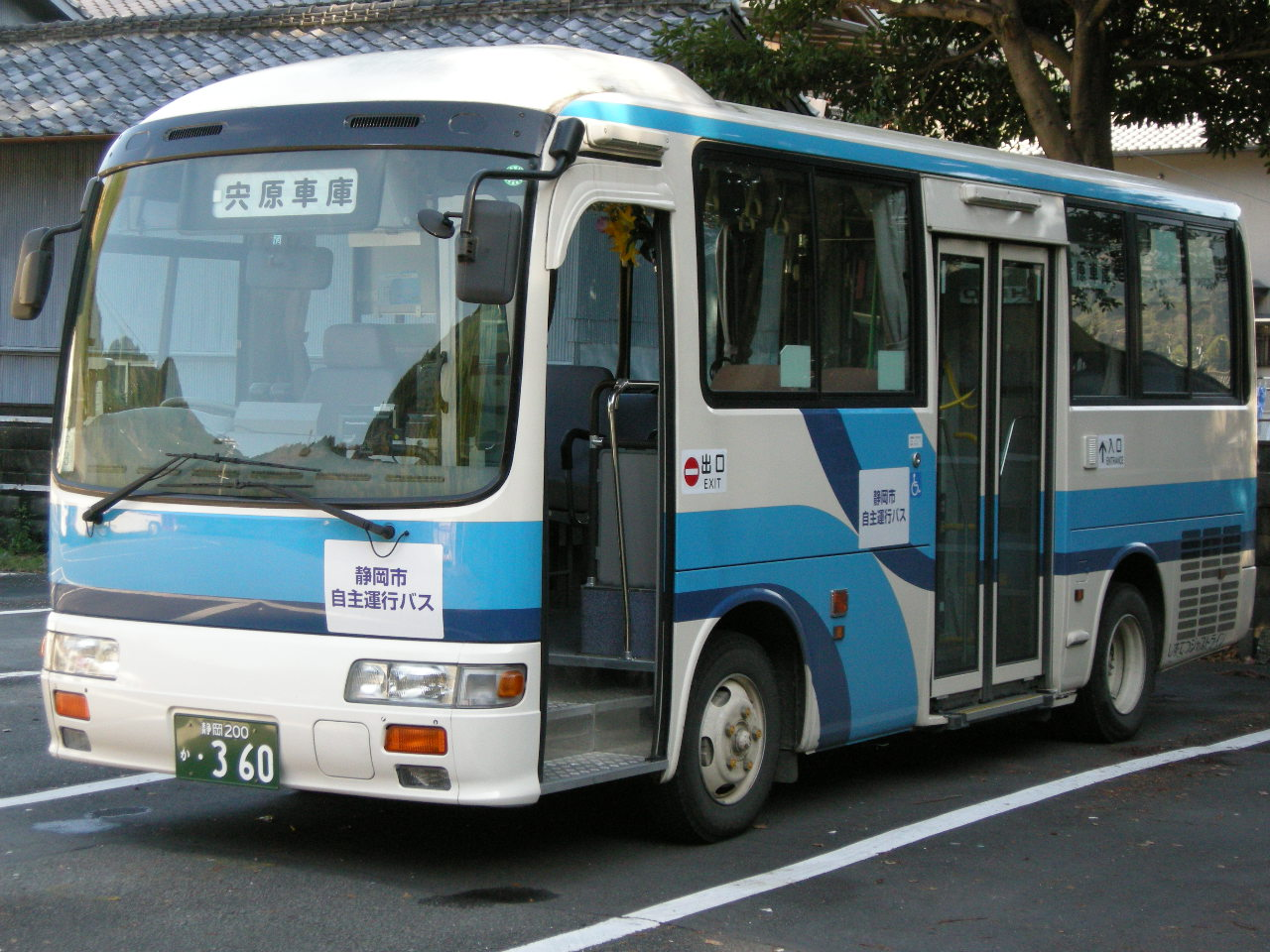
両河内線専属だった日野・リエッセ（廃車済）

  - 1987年（昭和62年）6月1日 - 大平・板井沢系統が清水市の貸切代替バス「両河内線」に転換された。[58]
    - 但沼車庫 - 高瀬 （たがせ）- 和田島 - 土（ど）
    - 但沼車庫 - 高瀬 - 和田島 - 土 - 大平
    - 但沼車庫 - 高瀬 - 板井沢

  - 1998年（平成10年）5月25日 - 静岡鉄道から清水市に「山の手線」但沼 - 宍原車庫前 区間の廃止が申し入れられた。
  - 1999年（平成11年）
    - 4月 - 宍原系統が但沼車庫で接続する「両河内線」の宍原系統に転換され、土、大平、板井沢、宍原の4系統となった。[59]
      - 但沼車庫 - 高瀬 - 和田島 - 大平
      - 但沼車庫 - 高瀬 - 和田島 - 土
      - 但沼車庫 - 高瀬 - 板井沢
      - 但沼車庫 - 坂本 - 宍原車庫前

    - 5月 - 清水森林公園やすらぎの森に西里温泉やませみの湯が開業した。

  - 2003年（平成15年）4月1日 - 静岡市と清水市の合併により静岡市に路線が承継された。
  - 2005年（平成17年）11月 - 同月現在では次の7系統が運行されていた。[60]
    - 但沼車庫 - 高瀬 - 大平
    - 但沼車庫 - 高瀬 - 土
    - 但沼車庫 - 高瀬 - 西里温泉
    - 但沼車庫 - 西里温泉 - 大平
    - 但沼車庫 - 高瀬 - 板井沢
    - 但沼車庫 - 和田島 - 板井沢
    - 但沼車庫 - 小河内 - 宍原

  - 2009年（平成21年）4月 - 委託方式による自主運行バスとなった。[61] また同月から「竜爪山線」に導入された「りゅうそう号」等、他の中山間地域との比較検討が行われ、以降、地元で組織する両河内線自主運行バス利用対策協議会でデマンドバスや過疎地有償運送事業の導入が議論されるようになった。[62][63]
  - 2018年（平成30年）4月 - 大平・板井沢方面の系統がNPO法人によるワゴン車での運行に切り替えられ、宍原系統のみの受託となった。[64][65]両河内線専属だった日野・リエッセ（廃車済）

- 車両
  - 1987年（昭和62年）の大平・板井沢系統の運行開始時には三菱ふそう・エアロミディMK（P-MK116J）が5台、清水市の補助（17年償却）により用意された。前年に鳥坂営業所に配置された県立美術館線専属の中型車両（日野・レインボーRJ）の色違いの水色・青の塗装が採用された。[66][67]
  - 1999年（平成11年）4月以降、両河内線用の車両は但沼車庫の他、宍原車庫に1台、大平に2台、板井沢に1台が駐在していた。
  - 2005年（平成17年）1月には老朽化した専用車両の更新のために日野・リエッセ（PB-RX6JFAA）が導入されたが、利用者減少のため専用車両の更新は1台のみにとどまり、[68]不足分は従来庵原線や三保草薙線などで使用されていた一般中型車が用いられた。また、同年9月の台風14号により高瀬 - 清地 区間で土砂災害が発生し通行規制が行われた際には「安東循環線」の「こしず」用の小型車両が西久保営業所に貸し出された。[69]
  - 2018年（平成30年）4月以降、宍原系統には「三保山の手線」で使用される大型車を間合いで使用することとなり、専用車は廃車となった。

## 休廃止路線

### 中部国際空港線
- 清水駅前 - 高速バス永楽町 - 有度局前 - 静岡駅前 - 新静岡 - 静岡インター入口 - 東名焼津西 - 東名大井川 - 東名吉田 - 東名掛川 - 東名袋井 ＝ 中部国際空港
  - 2005年（平成17年）7月23日 - しずてつジャストラインとしては初めての県外向け高速バスとして運行開始。当初は鳥坂営業所との共管、運行回数は第1便が午前3時台に清水を出発し、最終便の清水帰着は午前1時台の、1日3往復体制ダイヤであった。愛知県側で現地滞泊する運用は無かった。
  - 2009年（平成21年）4月1日より2011年（平成23年）10月10日までは、新静岡バスターミナルの再開発工事により、同所の経由を省略していた。
  - 2012年（平成24年）3月31日運行便を以って運行を休止。

### 日本平シャトル
- 停車停留所
  - 清水駅前 -（ → 波止場清水マリンパーク → 日の出センター → 日の出埠頭マリンターミナル → ）- 日本平ホテル - 日本平夢テラス入口 - 日本平ロープウェイ
- 概説
  - 2010年代末期、清水港に大型客船の寄港が増加し、日本平夢テラスが開業したことから清水港から日本平を結ぶ路線の需要が高まり、加えて静岡市から路線開設が要望された。これを受け、土日祝日と大型客船が寄港する平日のみの運行で旧「清水日本平線」を20年ぶりに復活させ、一部経路の変更と停留所の新設を行い開設された。[70]
  - 清水港日の出地区と日本平山頂付近では複数の停留所に停車するが、他の停留所は通過となる。また、日の出地区では時計回りの一方通行の運行経路を採っていた。
  - 新型コロナウイルス感染症の流行に伴い運行が休止されて以降、現在も運休中である。
- 沿革
  - 2019年（平成31年）4月6日 - 運行を開始した。
  - 2021年（令和3年）3月 - 新型コロナウイルス感染症の流行に伴い運行を休止した。

### 清水みどころ観光バス（自主運行バス）

#### 街中観光ルート
- 清水駅前（西口）→  清水銀座西 → 稚児橋 → 入江南町 → 桜橋交番前 → 清水中央図書館前 → 桜ヶ丘 → 下清水町 → 梅田町 → 本町 → エスパルス通り → 波止場フェルケール博物館・清水マリンビル → エスパルスドリームプラザ → 清水区役所東 → 新清水 → 清水駅前（西口）
  - 清水銀座が西行き一方通行になっているため、逆ルートの運行はない。
  - 2007年（平成19年）10月 - 静岡市からの委託を受け、「清水まちなか巡回バス」として運行開始。[71]
    - 清水駅東口 → 河岸の市入口 → 相生町 → 清水銀座東 → 清水銀座西 → 稚児橋 → 入江南町 → 桜橋交番前 → 清水中央図書館前 → 桜ヶ丘 → 下清水町 → 梅田町 → 本町 → エスパルス通り → 波止場フェルケール博物館 → 日の出センター → 清水区役所東 → 清水テルサ前 → 清水駅東口

  - 2011年（平成23年）11月 - 日の出センター経由を廃止し、エスパルスドリームプラザへ乗り入れを開始した。
  - 2013年（平成25年）4月1日 - 運行本数の削減・終バスの時刻繰り下げ・起終点を清水駅東口から西口バスターミナルに改めるなどの大幅なダイヤ改正と経路変更が行われ、路線名が「清水みどころ観光バス」となった。
  - 2014年（平成26年）3月末 - 運行を終了した。

#### 日本平ルート
- 運行系統および主要停留所
  - 清水駅前（西口） → 新清水 → エスパルスドリームプラザ → 梅陰寺 → 日本平石碑前 → 日本平ロープウェイ
  - 日本平ロープウェイ → 日本平石碑前 → 鉄舟寺 → エスパルス通り→ 新清水 → 清水駅前（西口）
- 概説
  - さくらももこが手がけた外装ラッピングをまとう、日野の中型ノンステップ車が2台用意されていた（当該車両の検査時などを除く）。
  - 2013年（平成25年）4月1日 - 運行開始。一日4往復運行。
  - 2015年（平成27年）4月のダイヤ改正で運行を終了した。

### 御門台蜂ヶ谷連絡線
- 清水区高部地区と静岡市街中心部を静鉄電車を介し短絡する交通アクセス実証実験として静岡市の委託を受け、2007年（平成19年）12月21日〜2008年（平成20年）1月20日の1ヶ月間運行された。

### 馬走御門台連絡線
- 御門台駅前 - 馬走（まばせ） - 馬走坂の上 - るりが丘北 - るりが丘南
  - 静岡市の実証実験路線として委託を受け、2010年（平成22年）1月4日〜2月2日の約1ヶ月間運行された。

### 山の手線
- 運行系統および主要停留所
  - （58）三保ランド -（57）三保車庫 -（（56）灯台下 - 東海一高前 - ）三保本町 -（54）折戸営業所 - 東海大学海員学校前 - 駒越 - 村松 - 日の出センター - 港橋 - 市役所前 - 新清水 - 清水駅前 - 横砂 - 清見寺前 - 興津駅前 - 県営興津団地前（253）- 小島（ - 但沼車庫（250））- 宍原車庫前（251）
- 概説
  - 旧清水市内から国道52号を経由して興津川上流域を結ぶ路線であり、現在では山間区間は但沼車庫を境に静岡市や富士宮市の自主運行バスに転換されており、残る区間は「三保山の手線」に統合されている。
  - 1930年代に静岡電気鐡道が電鐡自動車を設立して身興自動車の路線を傘下に収め、戦後「山の手線」として再開した。1950年代には静岡駅から「国道本線」を経由し、興津川上流域、さらには富士郡芝川町（現富士宮市）までを結ぶ長大路線となったが、1960年代以降は急激な自動車交通量の増加により静岡駅までの所要時間が増大し定時性確保が困難になり、山間区間の需要も過疎化により減少に向かったことから静岡への直通便は朝晩を除き廃止されていった。
  - 1970年代以降は但沼車庫と宍原車庫の開設により、両車庫以北は区間便が増加した。芝川系統はピーク時には静岡駅 - 芝川間に1日十数本が運行されていたが清水駅発着へと区間を縮小し、マイカーの急速に普及により1970年代には「瓜島・芝川線」として分離され、瓜島車庫に常駐するバス1台が瓜島〜芝川間を往復するようになった。[72]系統の末期には貸切中型バスを転用した車両が使用され、宍原車庫に常駐していた。一方で、静岡への直通便に代わって静岡鉄道清水市内線、国鉄清水港線の廃止や県営興津団地、日の出センターの建設等に伴い、清水駅を挟んで南北に縦貫する系統が増加し、「三保線」「横砂線」との融合が進んでいった。
  - 1980年代半ばには但沼車庫以北の赤字区間が清水市の貸切代替バス「両河内線」へと転換され、1990年代初頭には「瓜芝川線」が芝川町営バスに転換された。さらに1990年代末期には不採算路線の整理統合により、宍原系統も但沼車庫を発着する「両河内線」に整理され、残る区間が「薩埵線」「横砂線」「三保線」と統合の上「三保山の手線」となった。
- 沿革
  - 1926年（大正15年）5月14日 - 身興自動車が江尻駅から袖師村、興津町、小島村、両河内村に至る路線を開設した。[13]
    - 江尻駅（清水市辻町）- 袖師村 - 興津町中宿（興津駅前）
    - 興津町中宿 - 八十間 - 谷津 - 小島 - 但沼 - 小河内 - 小島村坂本
    - 但沼 - 清池 - 高瀬 - 和田島 - 両河内村葛澤
    - 両河内村清池 - 小川 - 木山野

  - 1932年（昭和7年）12月 - 静岡電気鉄道が身興自動車を買収し、電鐡自動車を設立した。
  - 1935年（昭和10年）
    - 10月 - 静岡電気鉄道が電鐡自動車を吸収した。
    - （時期不詳）静岡電気鉄道が庵原郡内房村からの要望により興津 - 宍原（ししはら）線を延伸した。[73]

  - 1949年（昭和24年）12月 - 芝川町（現 富士宮市）に路線網を持つ山梨交通と協定し清水 - 芝川間の運行を開始した。[74]
  - 1953年（昭和28年）9月 - 同月改正の時刻表では「山の手線」として次の系統が運行されていた。新たに宍原を経由する系統が開設され、波止場 - 興津間にも日中毎時1本、1日14往復が運行されていた。[75]
    - 静岡 - 清水 - 興津 - 但沼 - 小河内 - 上里沢 -（ 宍原 ）- 芝川
    - 静岡 - 清水 - 興津 - 但沼 - 和田島 - 葛沢
    - 清水 - 興津 - 但沼 - 小河内 - 坂本 - 上里沢 - 芝川
    - 清水 - 興津 - 但沼 - 和田島 - 土
    - 清水 - 興津 - 但沼 - 高瀬
    - 波止場 - 清水 - 興津

  - 1954年（昭和29年）7月1日 - 山梨交通と運輸協定し、宍原から国道52号を経由して甲府を結ぶ「静岡甲府線」（急行）が相互乗入れで運行を開始した。[76]
    - 静岡駅前 - 清水駅前 - 興津駅前 - 但沼 - 坂本 - 上里沢 - 宍原 - 万沢 - 南部 - 身延総門 - 鰍沢 - 甲府駅前

  - 1959年（昭和34年）
    - 6月15日 - 同日現在の時刻表では清水駅前発着のほか、新静岡 - 坂本間、新静岡 - 土（ど）間の区間便も存在した。
      - 山の手線
        - 新静岡 - 静岡駅前 - 清水駅前 - 興津駅前 - 但沼 - 坂本 - 上里沢 -（宍原・瓜島）- 芝川
        - 新静岡 - 静岡駅前 - 清水駅前 - 興津駅前 - 但沼 - 中河内
        - 新静岡 - 静岡駅前 - 清水駅前 - 興津駅前 - 但沼 - 土 - 河内

      - 静岡甲府線（急行）
        - 新静岡 - 静岡駅前 - 清水駅前 - 興津駅前 - 但沼 - 坂本 - 上里沢 - 宍原 - 万沢 - 南部 - 身延総門 - 鰍沢 - 甲府駅前

    - 10月28日 - 清池 - 板井沢に新区間の申請を行った。[77]

  - 1961年（昭和36年）6月29日 - 庵原郡袖師町、興津町、小島村、両河内村が清水市に編入された。
  - 1966年（昭和41年）5月10日 - 同日改正の時刻表では、新静岡から山の手線への直通運行は17時台の板井沢行、土行のそれぞれ1本ずつのみに減便されている。
    - 新静岡 - 静岡駅前 - 清水駅前 - 興津駅前 - 但沼 - 中河内 - 板井沢
    - 新静岡 - 静岡駅前 - 清水駅前 - 興津駅前 - 但沼 - 土

  - 1972年（昭和47年）11月 - 同月現在の路線図では新静岡 - 清水駅前間に「山の手線」の記載がある。また、山間系統との結節点として但沼車庫、宍原車庫が開設されている。
  - 1973年（昭和48年）11月15日 - 同日改正の時刻表では、新静岡 - 清水駅前間の運行は「東部国道線」「三保線」に整理され「東部国道線」の清水駅前 - 興津駅前間が「山の手線」に整理されている。
  - 1975年（昭和50年）3月22日 - 静岡鉄道清水市内線の廃止に伴い代行路線「港橋横砂線」が開設されると共に、「山の手線」が清水駅前から港橋まで延伸し、横砂 - 港橋間の増強が図られた。
  - 1976年（昭和51年）1月10日 - 同日現在の時刻表では次の系統が存在した。
    - 港橋 - 新清水 - 清水駅前 - 興津駅前 - 但沼 - 但沼車庫（250）
    - 港橋 - 新清水 - 清水駅前 - 興津駅前 - 但沼 - 坂本 - 上里沢 - 宍原車庫前（251）
    - 宍原車庫前 -（252）瓜島 - 内房 - 芝川（253）
    - 但沼車庫 - 高瀬 - 土（254）- 河内 - 大平（255）
    - 但沼車庫 - 高瀬 - 中河内（256）- 板井沢（257）

  - 1977年（昭和52年）2月 - 同月現在の路線図では宍原車庫 - 瓜島間が営業運行を休止し、瓜島 - 芝川間の飛び地運行となっている。
  - 1979年（昭和54年）8月1日 - 駿河製紙興津工場跡地に建設された県営興津団地（350戸）[78]の入居が開始された。[79] [80]
  - 1984年（昭和59年）4月1日 - 国鉄清水港線の全線廃止に伴い清水折戸営業所の管轄で「清水港線」が開設された。また、県営興津団地前停留所が開設されており、「三保線」の灯台下、三保ランド、三保車庫まで延伸している。
  - 1985年（昭和60年）4月8日 - 同日現在の時刻表では重複区間の多い「三保線・横砂線・山の手線・東部国道線」がひとつの時刻表に纏められていた。
    - （58）三保ランド -（57）三保車庫前（（56）灯台下 - 東海一高前 - ）-（54）折戸車庫前 - 東海大学海員学校前 - 駒越 - 村松 - 波止場 - 港橋 - 市役所前 - 新清水 - 清水駅前 - 横砂 - 興津駅前 - 県営興津団地前（253）- 小島（ - 但沼車庫（250））- 宍原車庫前（251）

  - 1986年（昭和61年）3月 - 港湾会館清水市日の出センターが完成し、日の出センター経由となった。
  - 1987年（昭和62年）6月 - 但沼車庫 - 大平間、但沼車庫 - 板井沢間が清水市の貸切代替バス「両河内線」に転換された。
  - 1988年（昭和63年）- 静岡鉄道が芝川町に「瓜島・芝川線」の廃止の申し出を行った。[75]
  - 1991年（平成3年）3月31日 -「瓜島・芝川線」が廃止され、芝川町営バスとなった。[81]転換にあたっては使用されていた中型バスが芝川町に寄贈された。[75]
  - 1999年（平成11年）4月1日 - 清水駅前 - 日の出センター区間が「山原梅蔭寺線」に整理され「薩埵線」と共に「三保山の手線」に統合された。また但沼 - 宍原間が「両河内線」に転換された。

### 薩埵線
- 運行系統および主要停留所
  - 清水駅前 - 横砂 - 清見寺前 - 興津駅前 - 興津中町 - 県営興津団地前 -（← 興津小学校 ←）- 興津ラセン前 - 興津農協前（ → 新浦安橋 → 谷津 → 承元寺入口 → 承元寺 → 薩埵 → 興津東町 → ）
- 概説
  - 「山の手線」の興津から分岐し、興津川左岸の薩埵地区を循環する路線として1950年代後半に開設された。主に午前の便を「薩埵まわり」午後の便を「谷津まわり」としていたが、1970年代に興津大橋が開通してからは「谷津まわり」が午前、「薩埵まわり」が午後の運行となった。1990年代末期に不採算路線として廃止が計画されたが「三保山の手線」に統合され、現在も朝1便のみ系統が維持されている。
- 沿革
  - 1958年（昭和33年）12月5日 - 同日改正の時刻表では「薩埵廻り」「谷津廻り」それぞれ1日5本の運行であった。開設当初は興津 - 谷津区間は「山の手線」「静岡甲府線」が国道52号経由であったのに対し「薩埵線」は旧街道（身延道 現 市道興津中町谷津線）経由であった。
    - 清水駅前 - 袖師役場前 - 横砂 - 興津駅 - 新屋 - 興津小学校前 - 下八木間（ - 谷津 - 承元寺入口 - 承元寺 - 薩埵 - 新浦安橋 - ）

  - 1960年（昭和35年）12月1日 - 同日現在の時刻表では「薩埵廻り」「谷津廻り」共に1日6本に増便されている。
  - 1972年（昭和47年）11月 - 同月現在の路線図では、東名高速道路の建設により旧街道の下八木間 - 新浦安橋間が分断されたため、国道52号経由となっており、新浦安橋から分岐するラケット状循環路線となっている。
    - 清水駅前 - 横砂 - 清見寺前 - 興津駅前 - 興津松原 - 興津ラセン前 - 興津農協前 - 新浦安橋（ - 谷津 - 承元寺入口 - 承元寺 - 薩埵 - ）

  - 1975年（昭和50年）8月16日 - 同日改正の時刻表では「薩埵廻り」が午前3便、「谷津廻り」が午後4便に減便されていた。
  - 1977年（昭和52年）3月12日 - 興津大橋が開通した。[82]
  - 1984年（昭和59年）4月8日 - 同日現在の時刻表では興津農協前から分岐し興津大橋を経由する経路となっており、平日のみ運行で「谷津回り」が朝1本、「薩埵回り」が午後2本の運行となっている。
    - 清水駅前 - 横砂 - 清見寺前 - 興津駅前 - 興津中町 - 県営興津団地前 - 興津ラセン前 - 興津農協前（ - 新浦安橋 - 谷津 - 承元寺入口 - 承元寺 - 薩埵 - 興津東町 - ）薩埵回り（258）谷津回り（259）

  - 1990年（平成2年）8月 - 同月現在の路線図では「薩埵回り」「谷津回り」共に記載がある。
    - 清水駅前 - 横砂 - 清見寺前 - 興津駅前 - 興津中町 - 県営興津団地前 -（← 興津小学校 ←）- 興津ラセン前 - 興津農協前（ - 新浦安橋 - 谷津 - 承元寺入口 - 承元寺 - 薩埵 - 興津東町 - ）

  - 1992年（平成4年）4月1日 - 同日現在の時刻表では「谷津回り」平日朝1本のみの運行となっている。
  - 1998年（平成10年）5月25日 - 不採算路線計画に盛り込まれ、静岡鉄道から静岡県、清水市に対し廃止の申し出が行われた。
  - 1999年（平成11年）4月1日 -「三保山の手線」の承元寺系統に統合された。

### 西久保循環線
- 清水駅前 - 青少年会館前 - 大手町 - 桜木町 - 東高前 - 秋葉前 - 南光 - 鹿島神社前 - 元西久保 - 神明前 - 袖師中学校前 - 袖師小学校前 - 袖師公民館前 - 厚生病院前 - 東町 - 寿町 - 清水駅前
- 概説
  - 人口が急増する「庵原線」「山の手線」沿線の辻、袖師地区を補完する路線として1950年代半ばに開設された。開設時は中心市街地の仲浜町から魚町を経由していたが、1960年代初頭には廃止され「庵原線」と同じ運行経路に変更された。
  - 1960年代半ばには袖師公民館経由として「庵原線」に統合されたが、1960年代末期の東名高速清水IC建設と周辺の道路整備により袖師地区の新道を経由する「東名清水線」として再分離された。
- 沿革
  - 1955年（昭和30年）
    - 9月15日 - 仲浜町に新区間の免許を申請した。 [83]
    - 12月1日 - 袖師地区に新区間の免許を申請した。[84]

  - 1956年（昭和31年）11月 - 同月現在の時刻表では「西久保廻り」「仲浜町廻り」共に1日6本が運行されていた。
  - 1958年（昭和33年）7月1日 - 同日改正の時刻表では次の経路を運行していた。
    - 清水駅前 - 仲浜町 - 銀座二丁目 - 魚町 - 二の丸 - 桜木町 - 東高前 - 秋葉前 - 南光 - 鹿島神社前 - 元西久保 - 庵原入口 - 袖師中学校前 - 袖師小学校前 - 嶺 - 西久保 - 東町 - 寿町 - 清水駅前

  - 1960年（昭和35年）12月17日 - 西久保 - 清水駅前区間の経路が旧道経由に変更されると共に、仲浜町経由が廃止され大手町を経由する経路に変更された。「西久保廻り」が1日5本「大手町廻り」が7本運行されていた。また、西久保 - 清水駅前間が旧東海道の辻町、秋葉道経由に変更されている。
    - 清水駅前 - 青少年会館前 - 大手町 - 桜木町 - 東高前 - 秋葉前 - 南光 - 鹿島神社前 - 元西久保 - 神明前 - 袖師中学校前 - 袖師小学校前 - 嶺 - 西久保 - 秋葉道 - 辻町 - 清水駅前

  - 1961年（昭和36年）
    - 6月29日 - 庵原郡袖師町が清水市に編入された。
    - 11月16日 - 同日現在の時刻表では辻町、秋葉道経由が再び東町、寿町経由に変更されている。
      - 清水駅前 - 青少年会館前 - 大手町 - 桜木町 - 東高前 - 秋葉前 - 南光 - 鹿島神社前 - 元西久保 - 神明前 - 袖師中学校前 - 袖師小学校前 - 袖師役場前 - 西久保 - 東町 - 寿町 - 清水駅前

  - 1962年（昭和37年）5月 - 清水厚生病院が清水市田町に新築移転し、西久保停留所が厚生病院前に変更された。
  - 1964年（昭和39年）4月 - 袖師中学校 - 清水駅前区間を袖師公民館前経由として「庵原線」に統合された。

### 東名清水線
- 運行系統および主要停留所
  - 清水駅前 - 西久保車庫前 - 袖師公民館前 - 川尻 - 上嶺 - 清水IC入口 - 東名清水（240）
- 概説
  - 1960年代末期に東名高速道路の開通によって元西久保付近に清水ICが開設され、港湾地区への取付道路が袖師地区まで整備されたことにより、清水バスストップへの接続路線として「庵原線」の袖師公民館前経由を分離延伸して開設された。
  - 1980年代初頭には清水厚生病院の清水IC北部の庵原地区への移転に伴い同病院まで延伸し、住宅地からの南北アクセス向上のために「港南線」と統合され「港南厚生病院線」となった。
- 沿革
  - 1968年（昭和43年）
    - 4月24日 - 東名高速道路の富士-静岡間の開通式が挙行され、翌25日から供用を開始した。[85]
    - - 都市計画道路 嶺神明線（現 県道338号清水インター線）が開通した。[86]

  - 1969年（昭和44年）6月10日 - 静岡鉄道が出資する東名急行バス、国鉄による東名ハイウェイバスが運行を開始した。
  - 1972年（昭和47年）11月 - 同月現在の路線図では、「庵原線」の袖師公民館経由が都市計画道路 嶺神明線を経由し東名清水を結ぶ「東名清水線」に分離されている。
  - 1975年（昭和50年）8月16日 - 同日改正の時刻表では10時台から15時台までの運行で1日6往復が運行されていた。
  - 1981年（昭和56年）10月 - 清水厚生病院が袖師地区（清水市宮下町）から庵原地区（清水市庵原町）に新築移転し、これにあわせて同病院まで路線を延伸すると共に「港南線」と統合され「港南厚生病院線」となった。

### 港橋横砂線
- 運行系統および主要停留所
  - （260）波止場 - 港橋 - 万世町東京銀行前 - 市役所前 - 新清水 - 仲浜町 - 清水駅前 - 寿町 - 西久保車庫前 - 袖師公民館前 - 庵原橋 - 袖師駅 - 横砂駅（260）
- 沿革 
  - 1974年（昭和49年）7月7日 - 静岡鉄道清水市内線が七夕豪雨により被災し全線が運行休止となり、以降、代行バスの運行を開始した。
  - 1975年（昭和50年）3月22日 - 清水市内線が廃止され「港橋横砂線」が開設された。
  - 1976年（昭和51年）1月10日 - 同日現在の時刻表では港橋・西久保車庫発の横砂方面が平日77本、横砂駅・西久保車庫発港橋方面が平日80本運行されていた。
  - 1984年（昭和59年）4月 - 同月現在の時刻表では「三保線」の三保車庫・三保ランドまで延伸し「横砂線」となっている。

### 横砂線
- （260）横砂駅 - 袖師駅 - 庵原橋 - 袖師公民館前 - 西久保車庫前 - 寿町 - 清水駅前 - 仲浜町 - 新清水 - 市役所前 - 万世町東京銀行前 - 港橋 - 波止場 - 村松 - 駒越 - 折戸営業所 - 三保本町 - 三保車庫（57） - 三保ランド（58）

### 三保線
- 運行系統および主要停留所
  - （210）新静岡 - 静岡駅前 - 草薙 - 清水駅前（53）- 新清水 - 駒越 - 東海大学 海員学校前 - 折戸営業所（54）- 三保本町（- 東海一高前 - 三保灯台下（56））- 三保車庫前（57）- 三保ランド（58）
- 概説
  - 清水駅前から国道149号、国道150号を経由して、駒越から県道199号三保駒越線に沿って三保半島の先端まで結ぶ基幹路線であり、現在は「山の手線」と統合され「三保山の手線」となっている。
  - 1920年代に運行を開始した当初は三保松原への観光路線であり、江尻駅と久能山東照宮の表参道を結ぶ「清水久能山線」の支線系統であった。三保地区には金指造船所、三保造船所などの造船業に加え、1930年代末期から1940年代前半にかけて日本軽金属、日本鋼管などの大規模工場と、折戸地区に高等商船学校（のちの商船大学）が軍需生産拡大や戦時疎開のために進出し、戦後から高度経済成長期にかけてそれらの発展と共に臨海工業地域として人口が激増した。[48][87] これに呼応するように静岡からの直通運行も含めた増強が進められ、基幹路線となっていった。
  - 1950年代後半から1960年代にかけては、東海大学の附属高校が開校した三保灯台下や、三保松原、真崎海水浴場への支線が開設され、折戸地区の商船大学跡地には東海大学海洋学部や東海大学工業高校が進出したため、レジャー・観光需要に加え通学需要も旺盛であった。このため1960年代半ばには東海大学の近隣に清水折戸営業所が開設された。
  - 1970年代以降はオイルショックを契機に三保半島に立地する造船業を中心とした重工業は構造不況に陥ったが、[88]並行する国鉄清水港線の旅客需要がバス輸送に移行していったことや、清水市内線の廃止に伴う輸送力の増強に加え、三保真崎には東海大学海洋科学博物館や三保文化ランドといった新たな文化・レジャー施設が開業したため、高頻度運行が維持されていた。1980年（昭和55年）現在では、静岡鉄道が運行するバス路線のなかでも1日あたりの運行回数が361回と最も多く、輸送人員も13,848人で第2位であった。[89]
  - 1980年代半ばには国鉄清水港線がトラック輸送やバス輸送への転換により廃止され、清水港の港湾機能も船舶の大型化やコンテナ輸送の増加と共に日の出埠頭周辺から袖師埠頭や興津埠頭へ遷移していったため、[90]興津や袖師から「山の手線」や「横砂線」が「三保線」への乗り入れるようになった。一方、日の出地区周辺では複合商業施設（のちのエスパルスドリームプラザ）や公園、遊歩道、マリーナの整備などを盛り込んだ再開発事業が計画され、その皮切りとして港湾会館清水日の出センター（通称 清水マリンビル）が開業し「山の手線」が日の出センター経由となった。[88]
  - 1990年代に入ると団塊ジュニアをピークに若年人口が減少に転じたため、沿線高校への通学需要が減少に向かったことに加え、バス事業の規制緩和を前に路線再編が行われる事となり、1990年代末期に「三保山の手線」と「三保静岡線」に系統が整理され、路線名としては消滅した。
- 沿革
  - 1926年（大正15年）4月29日 - 清水森久自動車が江尻駅から駒越を経由し久能山までの路線と、駒越から分岐し三保、羽衣までの路線の免許を得た。[91]
    - 江尻駅前 - 駒越 - 久能山
    - 駒越 - 三保 - 羽衣

  - 1929年（昭和4年）3月19日 - 森久自動車の買収により静岡電鐡自動車部の路線となった。当時の時刻表では1日8往復が運行され、駒越で久能線に連絡していた。
    - 久能線：江尻驛 - 港橋 - 学校前 - 龍華寺入口 - 宮加三 - 駒越 - 増村 - 久能山
    - 三保線：駒越 - 折戸 - 三保

  - 1950年（昭和25年）5月31日 -「久能山三保めぐり」定期遊覧バスの運行を開始した。[92]
  - 1951年（昭和26年）三保灯台近くの清水海軍航空隊跡地に東海大学附属高等学校三保分校（のちの東海大一高）が開校した。
  - 1953年（昭和28年）9月 - 同月現在の時刻表では清水駅前 - 三保間の1日20往復に加え、静岡駅前 - 三保間の直通系統が1日12往復運行されていた。
    - 静岡 - 清水 - 腰越 - 三保本村

  - 1954年（昭和29年）11月25日 - 三保本村から三保灯台までの免許を申請した。[93]
  - 1955年（昭和30年）
    - 1月8日 - 静岡鉄道の駒越 - 三保間の地方鉄道（未成線）の起業廃止が運輸審議会で許可された。[94]
    - ４月1日 - 静岡駅前発着から新静岡バスセンター発着となった。
    - 7月20日 - 同日改正の時刻表では新静岡 - 三保間に急行が運行されており、内、日中7往復が春秋の季節運行で三保灯台下まで乗り入れている。また、7時台から21時台まで毎時1本が興津発着となっている。
      - 新静岡 - 静岡駅前 -（興津 - ）- 清水駅前 - 羽衣松入口 - 三保本村
      - 急行：新静岡 - 静岡駅前 -（この間各駅停車）- 下横田 - 遊園地入口 - 大曲 -（この間各駅停車）- 清水駅前 - 相生町 - 万世町 - 波止場 - 駒越 - 白浜町 - 羽衣松入口 - 三保本村（- 三保灯台下）

    - 7月28日 - 三保松原入口から真崎海水浴場までの免許を申請した。[95]

  - 1957年（昭和32年）2月20日 - 同日現在の時刻表では急行停車停留所に運動場入口、三保駅前が追加されている。
    - 新静岡 - 静岡駅前 -（この間各駅停車）- 下横田 - 運動場入口 - 遊園地入口 - 大曲 -（この間各駅停車）- 清水駅前 - 相生町 - 万世町 - 波止場 - 駒越 - 白浜町 - 羽衣松入口 - 三保駅前 - 三保本村

  - 1958年（昭和33年）
    - 7月1日 - 同日改正の時刻表では夏季のみ季節運行で三保海水浴場、真崎海水浴場まで運行しており一部の便は清水駅前バスターミナルではなく清水駅西口ロータリーの発着となっている。また、朝7時台後半から14時台までの静岡から三保方面行きは赤鳥居発となっている。
      - （赤鳥居 - ）新静岡 - 静岡駅前 -（興津駅前 - ）- 清水駅前／清水駅西口 - 羽衣松入口 - 三保本村（- 三保灯台下）- 三保海水浴場 - 真崎海水浴場

    - 12月5日 - 同日改正の時刻表では三保車庫が開設されている。
      - 新静岡 - 静岡駅前 -（興津駅前 - ）- 清水駅前 - 羽衣松入口 - 三保本村（- 三保灯台下）- 三保車庫

  - 1959年（昭和34年）- 東海大学附属高校が東海大学第一高校となり、同敷地内（清水市三保2068）に東海大学工業高校が開校した。
  - 1960年（昭和35年）3月16日 - 季節運行（11月15日まで）の羽衣松への支線系統が1日1往復の運行を開始した。「久能山線」の三保系統も羽衣松までの運行となり、同様の季節運行で1日7往復の運航を開始した。
    - 清水駅前 - 商船大学前 - 羽衣松入口（- 三保神社前 - 羽衣松）- 三保駅前 - 三保本村（- 中小路 - 東海大学前 - 三保灯台下）- 三保車庫前（- 三保海水浴場 - 伯楽前 - 真崎）

  - 1961年（昭和36年）4月1日 - 東京商船大学清水分校の校舎と敷地の一部が国立清水海員学校（現 国立清水海上技術短期大学校）となった。
  - 1962年（昭和37年）
    - 4月 - 東京商船大学清水分校跡地に東海大学海洋学部が開設された。
    - 7月1日 - 準急運行による増回が行われた。
    - 8月 - 東海大学工業高校が、三保から東京商船大学清水分校跡地に移転した。

  - 1964年（昭和39年）5月1日 - 西久保営業所への入出庫系統が開設された。[45]
  - 1966年（昭和41年）4月 - 清水折戸営業所の開設に伴い折戸車庫前停留所が開設された。
  - 1970年（昭和45年）5月2日 - 東海大学社会教育センターの整備事業として三保真崎に東海大学海洋科学博物館が落成した。[96]
  - 1972年（昭和47年）11月 - 同月現在の路線図では次の経路を運行していた。
    - （略）- 清水駅前 - 海員学校前 - 折戸車庫前 - 羽衣松入口（- 三保神社前 - 羽衣松）- 三保駅前 - 三保本町（- 中小路 - 東海一高前 - 三保灯台下）- 三保車庫前 - 西口 - 三保センター - 真崎海水浴場

  - 1973年（昭和48年）
    - 7月6日 - 東海大学社会教育センターに三保国際文化ランドがオープンした。[97]
    - 11月15日 - 同日現在の時刻表では次の系統が運行されており「東部国道線」の興津駅前 - 清水駅前区間は「山の手線」に整理されている。
      - （210）新静岡 - 静岡駅前 - 下横田 - 国吉田車庫 - 小糸前 - 清水駅前（53）- 新清水 - 駒越 - 海員学校前 - 折戸車庫前（54）（ - 羽衣松（55））- 三保本町（- 灯台下（56））- 三保車庫前（57）- 三保ランド（58）

  - 1976年（昭和51年）1月1日 - 同日現在の時刻表では清水折戸営業所と静岡丸子営業所の共管となっており、羽衣松系統は全て清水駅前発着で日中羽衣松行6本、羽衣松発清水駅前行5本が運行されていた。また、清水市内線の廃止に伴い「山の手線」が港橋まで乗り入れている。
  - 1984年（昭和59年）4月 - 同月現在の路線図では羽衣松系統の運行は廃止されており、「山の手線」「横砂線」が三保地区まで乗り入れている。また、国鉄清水港線の廃止に伴い東海大学第一高等学校の通学便として朝7時台に清水駅発灯台下行きの急行が1便運行され、東海大学工業高等学校の通学路線として清水折戸営業所の管轄で「清水港線」が開設されている。
    - 三保線・東部国道線：
      - （210）新静岡 - 静岡駅前 - 草薙 - 清水駅前（53）- 新清水 - 駒越 - 海員学校前 - 折戸車庫前（54）- 三保本町（- 東海一高前 - 灯台下（56））- 三保車庫（57）- 三保ランド（58）
      - （急行停車停留所）清水駅前 → 新清水 → 波止場 → 西折戸 → 海員学校前 → 三保本町 → 東海一高前 → 灯台下

    - 清水港線：清水駅南口 - 波止場 - 総合運動場前 - 折戸 - 東海大学工業高校
    - 山の手線：
      - （250）但沼車庫 -（（251）宍原車庫 - ）- 但沼 -（253）興津団地入口 - 興津駅前 - 清水駅前 - 新清水 - 駒越 - 折戸車庫前（54） - 三保本町（- 東海一高前 - 灯台下（56））- 三保車庫（57）- 三保ランド（58）

    - 横砂線：
      - （260）横砂駅 - 袖師駅 - 清水駅前 - 新清水 - 港橋 - 波止場 - 村松 - 駒越 - 折戸営業所 - 三保本町 - 三保車庫（57） - 三保ランド（58）

  - 1986年（昭和61年）11月20日 - 海洋科学博物館の隣接地に巨大迷路「ランズボローメイズ三保・羽衣の郷」が開業した。[98][99]
  - 1994年（平成6年）4月1日 -「東部国道線」が「三保線」に統合され「三保線」の区間系統という位置付けとなった。
  - 1999年（平成11年）4月1日 -「三保山の手線」と「三保静岡線」に整理再編された。

### 清水港線
- 停車停留所
  - 清水駅南口 - 波止場 - 総合運動場前 - 折戸 - 東海大学工業高校
- 概説
  - 1984年（昭和59年）4月1日 - 国鉄清水港線の廃止に伴い清水駅南口が開設され、南口と東海大学工業高等学校を結ぶ通学路線として清水折戸営業所の管轄で開設された。

### 国道本線
静岡鉄道が1940年代末期に開設した国道1号を経由して袋井駅から興津駅までを結ぶ路線で、袋井営業所（掛川、菊川営業区を含む）、藤枝営業所（島田営業区を含む）、静岡営業所（静岡営業区、清水営業区）の共管であった。

### 東部国道本線、東部国道線
- 運行系統および主要停留所
  - （210）新静岡 - 静岡駅前 - 下横田 - 護国神社前 - いすゞ前 - 長沼 - 古庄 - 東芝前 - シャンソン前 - ポーラ前 - 吉川 - 小糸前 - クミアイ化学前 - 大曲 - 清水駅（53）
- 概説
  - 1950年代後半に「国道本線」が東部、中部、西部に区間分離され、静岡 - 興津間を結ぶ「東部国道本線」を清水営業所と静岡第二営業所（のちの静岡国吉田営業所）の共管で担うようになった。本線の静岡 - 清水 - 興津を基幹系統として多数の路線が併行しており、興津までの全線にわたって併行する「山の手線」「静岡甲府線」「静岡沼津線」、清水駅前まで併行する「日本平線」「三保線」、静岡駅前 - 大曲間を併行し島崎町を経由して新清水まで乗り入れる「海岸本線」が運行されていた。また、富士山麓鉄道（現・富士急行）との相互乗り入れの「静岡沼津線」に加え、清水駅前 -  興津駅前区間には富士急行単独で「富士・清水線」も運行されていた。[100]
  - 静清国道沿いには清水市吉川（きっかわ）に戦時疎開した小糸製作所が進出して以降、1960年代前半にかけて庵原農薬（現クミアイ化学工業）、大和製缶、聯合紙器（現レンゴー）、ポーラ、シャンソン化粧品等、工業立地が急速に進行したことから、[87]旺盛な通勤需要に対応するためラッシュ時を中心に増強が図られた。
  - 1960年代半ばから1970年代初頭にかけて、静岡発着の三保松原、日本平、久能山への観光路線が定期観光バスと共に静岡国吉田営業所から静岡丸子営業所へ、郊外路線は鳥坂営業所に移管され、「東部国道線」も静岡丸子営業所と清水西久保営業所、「三保線」は清水折戸営業所との共管路線となった。
  - 1960年代末期より、マイカー普及により徐々に併行路線が減便され、1990年代前半には最も需要が残る「三保線」の入出庫系統として統合されたが、1990年代末期の路線再編の際には「三保静岡線」として分離され、さらに2000年代には「三保線」への直通系統が廃止され「国道静岡清水線」となった。
- 沿革
  - 1958年（昭和33年）7月1日 - 同日改正の時刻表では「国道本線」の袋井 - 興津間の直通運行が廃止され、西部、中部、東部に区間分離されている。
    - 国道本線（東部）主要停留所
      - 新静岡 - 静岡駅前 - 下横田 - 古庄 - 運動場入口 - ポーラ前 - 大和製缶前 - 吉川 - 遊園地入口 - 庵原農薬前 - 大曲 - 小芝町 - 大手町 - 清水駅前 - 袖師 - 興津役場前 - 興津駅前

    - 併行路線
      - 急行甲府線：新静岡 - 静岡駅前 - 大曲 - 清水駅前 - 興津駅前 - 但沼 - 上里沢 - 穴原 - 甲府（山梨交通と相互乗入れ）
      - 山の手線：新静岡 - 静岡駅前 - 大曲 - 清水駅前 - 興津駅前 - 但沼 - 上里沢 - 宍原・芝川
      - 急行沼津線：新静岡 - 静岡駅前 - 大曲 - 清水駅前 - 興津駅前 - 由比駅前 - 蒲原駅前 - 岩淵駅前 - 富士駅入口 -（吉原駅・津田）- 原役場入口 - 沼津駅前（富士山麓電気鉄道と相互乗入れ）
      - 富士清水線：清水駅前 - 興津駅前 - 由比駅前 - 蒲原駅前 - 岩淵駅前 - 富士駅前（富士山麓電気鉄道の単独運行）
      - 三保線：新静岡 - 静岡駅前 - 大曲 - 清水駅前 - 駒越 - 三保本村 - 三保灯台
      - 日本平線：新静岡 - 静岡駅前 - 大曲 - 清水駅前 - 竜華寺 - 日本平
      - 海岸本線：御前崎 - 相良 - 焼津駅前 - 静岡駅前 - 大曲 - 万世町 - 島崎町 - 新清水

  - 1962年（昭和37年）
    - 7月1日 - ラッシュ時を中心に増回を実施し、7時台には遊園地入口から静岡、清水双方に1本ずつ区間便を設定した。また1日6往復の準急を設定した。[101]
    - 11月25日 - 同日現在の時刻表では準急は次の停留所に停車していた。
      - 新静岡 - 静岡駅前 - 下横田 - いすゞ前 - 国吉田車庫前 - 草薙 - 七ツ新屋 - 遊園地入口 - 大曲 - 小芝町 - 大手町 - 清水駅前 - 厚生病院前 - 庵原川 - 袖師 - 清見寺 - 勝間 - 興津中町 - 興津駅前

  - 1966年（昭和41年）5月10日 - 同日改正の時刻表では新静岡発最終2便が西久保営業所への入庫便となっている。
    - 新静岡 - 静岡駅前 - 下横田 - 古庄 - 国吉田車庫前 - ポーラ前 - 大和製缶前 - 吉川 - 遊園地入口 - 庵原農薬前 - 大曲 - 小芝町 - 大手町 - 清水駅前 - 西久保車庫前（止）- 袖師 - 興津役場前 - 興津駅前

  - 1969年（昭和44年）～1970年（昭和45年）頃 時期不詳- 静岡国吉田営業所の運行が静岡丸子営業所に移管された。
  - 1973年（昭和48年）11月15日 - 同日改正の時刻表では次の系統番号が掲載されていた。また、清水駅前 - 興津駅前間は「山の手線」に整理されている。
    - （210）新静岡 - 静岡駅前 - 下横田 - 護国神社前 - いすゞ前 - 長沼 - 古庄 - （211）国吉田車庫前（50）- ポーラ前（51）- 小糸前（52）- クミアイ化学前 - 大曲 - 清水駅前（53）

  - 1994年（平成6年）4月 -「東部国道線」が「三保線」に統合され、同線の区間系統という位置付けとなった。

### 三保静岡線
（210）新静岡 - 静岡駅前 - 草薙 - 小糸前 - 清水駅前（53）- 新清水 - 駒越 - 東海大学海員学校前 - 折戸車庫前（54）- 三保本町 - 三保車庫 - 三保ランド（58）
- 沿革
  - 1999年（平成11年）4月1日 - 「三保線」の新静岡 - 三保ランド系統を分離して開設された。
  - 2005年（平成17年）4月1日 - 新静岡から旧三保線への直通系統が廃止され「国道静岡清水線」となった。

### 国道静岡清水線
（210）新静岡 - 静岡駅前 -（209）東静岡駅北口 - 草薙 - 小糸前 - 清水駅前（53）
- 概説
  - 「三保静岡線」の旧三保線区間との直通系統の廃止に伴い開設された。丸子営業所と相良営業所の共管路線であった。かつての「東部国道線」の区間系統に相当する路線であったが、利用者減少によりJR東海道線や静岡鉄道静岡清水線が並行する新静岡 - 東静岡駅間が廃止され「国道東静岡清水線」となった。
- 沿革
  - 2005年（平成17年）4月1日 - 新静岡から旧三保線への直通系統が廃止され「三保静岡線」が「国道静岡清水線」となった。
  - 2008年（平成20年）4月1日 - 新静岡から清水駅前までの直通運行が朝晩のみとなり、日中は東静岡駅 - 清水駅間の区間便のみとなった。これに伴い日中の相良営業所の特急バスの間合い運用が廃止された。
  - 2009年（平成21年）10月1日 - 朝晩の新静岡 - 清水間の直通系統が廃止され、西久保営業所単独で管轄する「国道東静岡清水線」となった。

### 国道東静岡清水線
- 運行系統および主要停留所
  - （209）清水駅 - 吉川（209）- 草薙駅北口 - 国吉田一丁目 - 東静岡駅北口（209）
- 概説
  - 国道1号を経由して東静岡駅北口と清水駅を結ぶ路線である。2000年代前半までは「三保静岡線」として新静岡と清水駅前・三保ランドを直通する長大な幹線系統であったが、以降ダイヤ改正のたびに減便・縮小を繰り返し、清水駅以西が「国道静岡清水線」として分離され、さらに新静岡 - 東静岡駅間の運行の廃止によって現在の路線名称に変更された。
- 沿革
  - 2009年（平成21年）10月1日 -「国道静岡清水線」が清水駅前 - 東静岡駅北口間に縮小し、西久保営業所が単独で管轄する「国道東静岡清水線」となった。
  - 2017年（平成29年）3月26日 - 平日のみの運行となった。
  - 2018年（平成30年）10月１日 - JR草薙駅北口への乗り入れを開始した。
  - 2024年（令和6年）9月30日 - この日をもって運行終了。

### 山原線
- 運行系統および主要停留所
  - 日の出センター - 港橋 - 市役所前 - 新清水 - 清水駅前 - 一中前 - 秋葉前 - 清水工業高校入口 - 高橋 - 飯田小学校入口 - 山原（212）
- 概説
  - 清水駅から北街道の高橋新道（現 江尻台町天王南線）と山原（やんばら）街道（市道高橋山原線、下野山原線）を経由し、飯田地区の主要集落である高橋、下野、山原とを結ぶ路線であった。
  - 開業当初は、高橋から北は、下野に市営住宅が建設された以外は殆どが田園地帯であったため1日数往復の運行であったが、1970年代以降、宅地開発と都市化が急速に進行したことにより運行本数を増加させ、1980年代半ばには清水駅前から市役所を経由して日の出センターまで延伸した。
  - 1990年代末期の不採算路線の再編の際には「清水日本平線」「清水久能山線」と統合され「山原梅蔭寺線」となり、飯田地区から市立病院への通院の利便性を向上させた。
- 沿革
  - 1954年（昭和29年）2月11日 - 庵原郡飯田村が清水市に編入された。
  - 1961年（昭和36年）11月15日 - 同日現在の時刻表では山原 - 清水駅前間を1日7往復の運行であった。
    - 清水駅前 - 青少年会館前 - 大手町 - 小芝町 - 永楽町 - 高橋 - 飯田小学校入口 - 下野 - 山原下 - 山原

  - 1962年（昭和37年）11月25日 - 同日現在の時刻表では1日10往復に増便されている。
  - 1964年（昭和39年）5月1日 - 西久保営業所発着となった。[45]
    - 西久保車庫前 - 清水駅前 - 青少年会館前 - 大手町 - 小芝町 - 永楽町 - 高橋 - 飯田小学校入口 - 下野 - 山原下 - 山原

  - 1971年（昭和46年）5月 - 静岡鉄道不動産部が山原で143区画の分譲を開始した。[102]
  - 1972年（昭和47年）11月 - 同月現在の時刻表では清水駅前 - 高橋間が「北街道線」と同様の小芝町、永楽町（県道67号）経由から、「梅ヶ谷線」と同様の一中前（市道袖師村松線）と清水工業高校前を経由する運行経路に変更されている。
    - 清水駅前 - 一中前 - 住吉町 - 秋葉前 - 清水工業高校前 - 高橋 - 飯田小学校入口 - 下野 - 山原下 - 山原

  - 1976年（昭和51年）1月1日 - 同日現在の時刻表では日中毎時3本で平日1日47往復が運行されていた。
  - 1986年（昭和61年）4月 - 日の出センターまで延伸した。
  - 1998年（平成10年）5月25日 - 静岡鉄道が静岡県および清水市に廃止の申し出を行った。
  - 1999年（平成11年）4月1日 - 「清水日本平線」の一部区間ならびに「清水久能山線」と統合され「山原梅蔭寺線」となり、欠損補助路線として存続した。

### 梅ヶ谷線
- 運行系統および主要停留所
  - 日の出センター - 波止場 - 港橋 - 市役所前 - 新清水 - 清水駅前 - 清水税務署前 - 保健所前 - 秋葉前 - 清水工業高校入口 - 高橋 -  天王町 - 押切 - 東団地入口 - 高部小学校前 - 押切宮ノ前 - 旭ヶ丘 - 柏尾 - 梅ヶ谷下（← 梅ヶ谷中 ←）- 梅ヶ谷（213）
- 概説
  - 「北街道線」の押切から分岐し、巴川支流の塩田川に沿って竜南街道（市道押切梅ヶ谷1号線）を経由し梅ヶ谷に至る路線であり、庵原郡高部村が清水市に編入された1950年代半ばに開設された。
  - 開設当初は梅ヶ谷から柏尾、押切の集落と清水市中心街を結ぶ1日4往復の運行であったが、1950年代後半から徐々に増回が行われていった。また、当初は清水駅から小芝町までの中心市街地を運行していたが、1960年代半ばには車両制限令により運行経路が変更された。
  - 1970年代に入ると県営押切西団地の建設や市営旭ヶ丘住宅の建て替えをはじめ、押切地区周辺から宅地化が急速に進行した事から、朝晩のラッシュ時の増強が行われ、日中も毎時2本が運行されるようになった。
  - 規制緩和を前にした1990年代末期には不採算路線として廃止が計画されたが、高齢者の通院に必要不可欠という理由から「清水市立病院線」を通じて清水市立病院への乗り入れを開始し「梅ヶ谷市立病院線」として清水市による欠損補助により系統が維持されるようになった。
- 沿革
  - 1954年（昭和29年）
    - 4月1日 - 庵原郡高部村が清水市に編入された。
    - 6月10日 - 「北街道線」の押切から分岐し梅ヶ谷までの路線免許を申請した。[103]

  - 1955年（昭和30年）7月20日 - 同日改正の時刻表では1日4往復が運行されていた。
  - 1958年（昭和33年）7月1日 - 同日改正の時刻表では次の経路を運行しており、1日12往復に増強されている。
    - 清水駅前 - 仲浜町 - 銀座二丁目 - 魚町 - 小芝町 - 永楽町 - 高橋 - 高橋西 - 天王原 - 押切 - 高部小学校前 - 柏尾 - 梅ヶ谷下 - 梅ヶ谷

  - 1960年（昭和35年）12月17日 - 同日改正の時刻表では1日13往復が運行されていた。
    - 清水駅前 - 伝馬町 - 銀座二丁目 - 巴川製紙前 - 入江二丁目 - 魚町 - 小芝町 - 永楽町 - 高橋 - 高橋西 - 天王町 - 押切 - 押切宮ノ前 - 高部小学校前 - 柏尾 - 梅ヶ谷下 - 梅ヶ谷

  - 1964年（昭和39年）
    - 4月 - 西久保営業所が起終点となった。[45]
      - 西久保車庫前 - 清水駅前 - 伝馬町 - 銀座二丁目 - 巴川製紙前 - 入江二丁目 - 魚町 - 小芝町 - 永楽町 - 高橋 - 高橋西 - 天王町 - 押切 - 押切宮ノ前 - 高部小学校前 - 柏尾 - 梅ヶ谷下 - 梅ヶ谷

    - 時期不詳 - 魚町 - 小芝町区間（市道江尻町2号線、宝町二の丸町1号線、二の丸町5号線）が車両制限令に抵触するため運行経路が変更された。

  - 1972年（昭和47年）11月現在の路線図では、次の経路を運行していた。
    - 清水駅前 - 大和町 - 一中前 - 住吉町 - 秋葉前 - 清水工業高校前 - 高橋東 - 高橋 - 高橋西 - 天王町 - 押切 - 高部小学校前 - 押切宮ノ前 - 押切団地前 - 柏尾 - 梅ヶ谷下 - 梅ヶ谷

  - 1975年（昭和50年）8月16日 - 同日改正の時刻表では梅ヶ谷行き平日33本、日祝日30本、清水駅前行きは平日34本、日祝日30本が運行されていた。
  - 1977年（昭和52年）11月 - 静岡鉄道不動産部が押切に91区画を分譲した。[104]
  - 1990年（平成2年）8月 - 同月現在の系統図では日の出センターまで延伸している。
    - 日の出センター - 市役所前 - 新清水 - 清水駅前 - 大和町 - 一中前 - 保健所前 - 住吉町 - 秋葉前 - 清水工業高校入口 - 高橋東 - 高橋 - 高橋西 - 天王町 - 押切 - 東団地入口 - 高部小学校前 - 押切宮ノ前 - 旭ヶ丘 - 柏尾 - 梅ヶ谷下（← 梅ヶ谷中 ←）- 梅ヶ谷（213）

  - 1998年（平成10年）5月25日 - 静岡鉄道が静岡県および清水市に廃止の申し出を行った。
  - 1999年（平成11年）4月1日 - 「清水市立病院線」への乗り入れを開始し「梅ヶ谷市立病院線」となった。

### 蜂ヶ谷線
- 主要停留所
  - 清水駅前 - 大和町 - 永楽町 - 清水警察署前 - 中央共選場前 - 蜂ヶ谷団地入口 - 蜂ヶ谷（214）
- 概説
  - 清水駅前から県道67号（通称 新北街道、花の木通り）と梅ヶ谷新道（市道大和町梅ケ谷線）を経由して飯田地区北西部の蜂ヶ谷を結ぶ路線であった。「梅ヶ谷線」との誤乗防止のため行先は「はちがや」とひらがなで表記されていた。
  - 1912年（明治45年）に梅ヶ谷の住民の尽力によって開通した梅ヶ谷新道は、梅ヶ谷から扇状地のほぼ中央を旧飯田村との境界に沿って真っ直ぐに南進し、天王町で北街道に合流する道路であるが、沿線は広大な田園地帯であった。[105]このため、梅ヶ谷からは旧高部村の主要な集落であった柏尾、押切を竜南街道を通じて経由する「梅ヶ谷線」の開設が先行し、旧飯田村の主要集落であった下野、高橋を山原街道を通じて経由する「山原線」を挟んで、長らく路線バス空白地帯であった。1970年代に入り蜂ヶ谷団地が建設されるなど、新興住宅地として梅ヶ谷新道周辺の宅地化が進行した結果、[106][107]1980年代半ばにようやく路線が開設された。
  - 規制緩和を前にした1990年代末期には不採算路線計画に盛り込まれたが、交通弱者に必要不可欠であるという理由から清水市の欠損補助により清水市立病院へ乗り入れる「蜂ヶ谷市立病院線」となった。
- 沿革
  - 1986年（昭和61年）4月1日 - 新規路線として運行を開始。[108][109]
  - 1998年（平成10年）5月25日 - 静岡鉄道が静岡県および清水市に廃止の申し出を行った。
  - 1999年（平成11年）4月1日 - 「清水市立病院線」への乗り入れを開始し「蜂ヶ谷市立病院線」として存続した。

### 桜橋竜ヶ寺線
- 運行系統および主要停留所
  - 清水駅前 - 新清水 - 市役所前 - 浜田町 - 入江岡駅前 - 桜橋駅前 - 大坪町 - 西高町 - 堂林二丁目 - 向田町公民館前 - 妙音寺 - 竜ヶ寺（236）
- 概説
  - 都市計画道路 日の出町押切線（通称 花みずき通り）の大坪から庄福町北交差点までの区間と、都市計画道路 南幹線（県道407号静岡草薙清水線）の浜田町から御門台までの区間が開通したことにより、1970年代後半に新規開設された路線である。
  - 大坪から庄福町にかけての沿線は、1960年代までは戦前に土地区画整理により開発された堂林住宅と戦後建設された県営船原住宅を除いては長閑な田園地帯であったが、[110][111]新都市計画法の施行と都市計画道路の建設によって1970年代後半以降、急速に都市化が進行していったため、これにあわせて新規路線として開設され運行本数も増回されていった。さらに1980年代末期には郊外移転した清水市立病院まで延伸し「清水市立病院線」となった。
  - 南幹線に並行する静岡鉄道静岡清水線の入江岡駅と桜橋駅に接続する培養路線の側面も有しており、南幹線と日の出町押切線の交差する大坪地区には1970年代初頭の区画整理事業の計画段階から新駅設置が要望され、現在も追分・大坪地区新駅設置計画として、新駅を結節点に清水区の南北を結ぶバス路線の整備も含めた協議が続いている。[112][113]
- 沿革
  - 1970年（昭和45年）
    - - 都市計画道路南幹線と日の出町押切線の建設が同年度の清水市の重点施策として進行した。[114]
    - 5月 - 大坪土地区画整理事業の施行にあたり静岡鉄道静岡清水線の新駅設置が請願された。[113]

  - 1977年（昭和52年）7月18日 - 南幹線の浜田町 - 御門台区間が開通した。[115]
  - 1985年（昭和60年）4月8日 - 同日現在の時刻表では平日下り25本、上り26本、日祝日は上下線共に25往復が運行されていた。
  - 1988年（昭和63年）3月14日 - 同日現在の時刻表では平日52往復に増強されている。
  - 1989年（平成元年）5月1日 - 清水市立病院まで延伸し「清水市立病院線」となった。

### 梅ヶ谷市立病院線
- 運行系統および主要停留所
  - 梅ヶ谷（213） - 押切 - 辻五丁目 - 清水駅前 - 新清水 - 日の出センター・入江岡駅前 - 大坪二丁目 - 妙音寺 - 静岡市立清水病院（236）
- 概説
  - 高部地区から市立病院への乗り換えなしのアクセス向上を目的に「梅ヶ谷線」と「清水市立病院線」を統合して開設された路線であり、廃止計画が申し出られていた旧梅ヶ谷線区間は欠損補助により維持されていた。
- 沿革
  - 1999年（平成11年）4月1日 - 「梅ヶ谷線」から市立病院まで延伸して開設された。[116]
  - 2017年（平成29年）3月26日 - 「蜂ヶ谷市立病院線」と共に再編され「梅ヶ谷蜂ヶ谷線」と「市立病院線」に整理された。

### 蜂ヶ谷市立病院線
- 蜂ヶ谷（214） - 清水警察署前 - 清水駅前 - 新清水 - 入江岡駅前 - 大坪二丁目 - 妙音寺 - 静岡市立清水病院（236）
- 概説
  - 飯田地区西部から市立病院への乗り換えなしのアクセス向上を目的に「蜂ヶ谷線」と「清水市立病院線」を統合して開設された路線であり、廃止計画が申し出られていた旧蜂ヶ谷線区間は市の欠損補助により維持されていた。
- 沿革
  - 1999年（平成11年）4月1日 - 「蜂ヶ谷線」から市立病院まで延伸して開設された。[116]
  - 2017年（平成29年）3月26日 -「梅ヶ谷蜂ヶ谷線」と「市立病院線」に再編された。

### 港南厚生病院線
- 運行系統および主要停留所
  - （240-2）沖電気 - （240）清水厚生病院 - 清水駅前（270） - 新清水 - 桜ヶ丘 - 妙音寺 - 静岡市立清水病院 - 忠霊塔（224）
- 概説
  - 清水厚生病院の庵原地区への新築移転に伴い、江尻、不二見地区からの病院へのアクセス向上のために「東名清水線」と「港南線」を統合して開設された。
  - 1980年代末期には清水市立病院が不二見地区に新築移転し、系統の両端に大型病院を擁する基幹路線となったため、1990年代末期には「三保線」「横砂線」と共にバスロケーションシステムが導入され、2000年代に入ると清水地区で最初に低床バス（ノンステップバス）が導入された。[29][32]
  - 西久保営業所の移転に伴う路線再編で再び「清水厚生病院線」と「港南線」として清水駅を境に南北に系統が分割された。
- 沿革
  - 1981年（昭和56年）10月 - 「東名清水線」を清水厚生病院まで延伸し「港南線」を統合して開設された。
  - 1983年（昭和58年）4月15日 - 県立富士見病院跡地に清水市立病院附属富士見診療所が開設された。
  - 1984年（昭和59年）4月 - 同月現在の路線図では次の経路を運行していた。
    - （240）清水厚生病院 - 庵原貯水タンク入口 - 神明前 - 上嶺 - 袖師公民館前 - 西久保営業所 - 清水駅前（270） - 新清水 - 市役所前 - 万世町 - 桜ヶ丘 - 向田町公民館前 - 妙音寺 - 竜ヶ寺 - 天王山公園 - 忠霊塔（224）

  - 1989年（平成元年）5月1日 - 清水市立病院（500床）の開院に伴い同病院への乗り入れを開始した。
  - 1990年（平成2年）8月 - 同月現在の路線図では次の系統が存在した。
    - （240）清水厚生病院 - 庵原貯水タンク前 - 神明前 - 上嶺 - 袖師公民館前 - 西久保営業所 - 清水駅前（270） - 新清水 - 市役所前 - 万世町 - 桜ヶ丘 - 向田町公民館前 - 妙音寺 - 竜ヶ寺 - 日本平登山口（←天王山公園←）- 清水市立病院 - 忠霊塔（224）

  - 1998年（平成10年）3月 - 清水IC北側の鶴舞工業団地に沖電気東海R＆Dセンターが完成し、沖電気まで延伸した。また、停留所にバスロケーションシステムが導入された。
  - 2002年（平成14年）9月 - 低床バス（ノンステップバス）2台が運行を開始した。[32]
  - 2017年（平成29年）3月26日 - 「清水厚生病院線」と「港南線」に再編された。[117]

### 清水日本平線
- 概説
- 沿革
  - 1950年（昭和25年）10月 - 日本平が日本観光地百選、平原の部の1位となり観光地として脚光を浴びた。[118]
  - 1951年（昭和26年）4月1日 - 清水営業区の管轄で「日本平線」として営業運行を開始した。[22]
    - 清水 - 龍ヶ寺 - 日本平

  - 1952年（昭和27年）4月30日 - 新車2両により夜間納涼運行を開始した。[119][118]
  - 1953年（昭和28年）9月 - 同月改正の時刻表では清水-日本平間が1日5往復（冬季3往復）龍ヶ寺間までの区間便が1往復（冬季2往復）の運行であった。また、下記経路で「久能山・三保・日本平」定期遊覧バスが運行されていた。
    - 静岡駅前 → 浅間神社 → 清水駅前 → 梅蔭寺 → 竜ヶ寺 → 日本平 → 三保 → 久能山 → 静岡駅前

  - 1957年（昭和32年）
    - 5月31日 - 日本平と久能山を結ぶ日本平ロープウェイが開業した。
    - 6月10日 - 新静岡から「国道本線」で清水を経由して「日本平線」に乗り入れる系統が開設された。[120]

  - 1958年（昭和33年）7月1日 - 同日改正の時刻表では清水駅 - 日本平間が1日12往復に加え、新静岡 - 日本平の直通系統が11往復運行されており、うち18時台新静岡発の2本は納涼バスとなっていた。
    - 新静岡 - 静岡駅前 - 清水駅前 - 新清水 - 竜ヶ寺 - 日本平

  - 1959年（昭和34年）12月1日 - 同日現在の時刻表では日本平から羽衣松までの新系統「日本平羽衣線」が春秋の季節運行で開設されており「日本平線・日本平羽衣線」としてひとつの時刻表に纏められていた。
    - 新静岡 - 静岡駅前 - 清水駅前 - 新清水 - 万世町 - 横浜町 - 梅蔭寺 - 五分団前 - 日立町 - 鉄舟寺 - 竜ヶ寺 - 日本平登山口 - 日本平
    - 日本平 - 日本平登山口 - 竜ヶ寺 - 日立工場前 - 日立工場入口 - 村松 - 駒越 - 三保松原入口 - 羽衣松（1日4往復・季節運行）

  - 1964年（昭和39年）
    - 3月1日 - 同日開通した日本平パークウェイ（現 市道池田日本平線）を経由して静岡駅と日本平を結ぶ「静岡日本平線」が開業した。
    - 5月1日 - 西久保営業所発着となった。[45]

  - 1966年（昭和41年）-「日本平線」が清水 - 日本平 間に縮小され「清水日本平線」となっている。
  - 1972年（昭和47年）- 清水日本平パークウェイ（現 市道清水日本平線）が開通し、旧道日本平線からパークウェイ経由となった。また、同年11月現在の路線図では日立町経由が廃止され、日立工場前経由に統一されている。
  - 1973年（昭和48年）11月15日 - 同日現在の時刻表では次の系統が存在した。
    - 清水駅前 - 新清水 - 市役所前 - 旭町 - 松原町 - 鈴与前 - 波止場 - 港橋 - 元魚町 - 梅田町 - 梅蔭寺 - 南部公民館前 - 日立工場入口 - 日立工場前 - 竜ヶ寺（231）
    - 清水駅前 - 新清水 - 市役所前 - 万世町 - 梅蔭寺 - 南部公民館前 - 日立工場入口 - 日立工場前 - 竜ヶ寺（230）- 天王山公園（ - 忠霊塔（232）- 久能山下（234 季節運行）） - 日本平（233）
    - （235）羽衣松 - 三保神社前 - 三保松原入口 - 駒越 - 村松 - 日立工場入口 - 日立工場前 - 竜ヶ寺 - 富士見病院前 - 県営駐車場前 - 日本平（季節運行）

  - 1984年（昭和59年）4月 - 同月現在の路線図では次の経路を運行していた。
    - 清水駅前 - 新清水 - 市役所前 - 万世町 - 梅蔭寺 - 南部公民館前 - 日立工場入口 - 竜ヶ寺 - 天王山公園（ - 忠霊塔（232）） - 日本平（233）

  - 1990年（平成2年）8月 - 同月発行の路線図では清水折戸営業所の管轄で次の経路を運行していた。
    - 清水駅前 - 新清水 - 市役所前 - 万世町 - 梅蔭寺前 - 南部公民館前 - 日立工場入口 - 竜ヶ寺（急行230） - 日本平登山口 -（← 天王山公園 ←）- 清水市立病院（ - 忠霊塔（232）） - 日本平（233）

  - 1998年（平成10年）5月25日 - 静岡鉄道が静岡県および清水市に一部区間の廃止の申し出を行った。
  - 1999年（平成11年）4月1日 - 清水市立病院 - 日本平区間が廃止され「山原梅蔭寺線」に統合された。

### 清水久能山線
- 運行系統および主要停留所
  - 駒越経由：清水駅前 - 新清水 - 市役所前 - 万世町 - 梅蔭寺前 - 南部公民館前 - 日立工場入口 - 村松 - 駒越 - 万象寺 - 久能山下（226）
  - 市立病院経由：（271）清水駅前 - 新清水 - 市役所前 - 万世町 - 梅蔭寺前 - 南部公民館前 - 日立工場入口 - 日立工場前 - 竜ヶ寺 - 日本平登山口 -（← 天王山公園 ←）- 清水市立病院 - 忠霊塔前 - 万象寺 - 久能山下（227）
- 概説
  - 清水駅前から久能山東照宮の表参道を結ぶ路線であり、宮寺自動車、森久自動車の買収により静岡電気鐵道が静清地区で乗合自動車事業を開始した時からの路線のひとつであった。戦後は静岡から久能山下を経由して清水や三保まで直通運行を開始し「久能線」から「久能山線」へと名称が変更され、さらに1950年代末期からは久能山下で系統が分割され「清水久能山線」となった。
- 沿革
  - 1958年（昭和33年）7月1日 - 同日改正の時刻表では久能山下で系統が分割され、7時台から18時台まで毎時1本の久能山下発清水駅行と、9時台から15時台まで毎時1本の三保行きに連絡するようになった。以降の時刻表では「久能山線」としてひとつに纏められているが、広域路線図では「清水久能山線」として区別されるようになった。
    - 清水駅前 - 新清水 - 市役所前 - 万世町 - 横浜町 - 三五教前 - 梅蔭寺 - 日立工場入口 - 村松 - 駒越 - 万象寺 - 久能山下
    - 三保本村 - 三保松原入口 - 折戸 - 駒越 - 万象寺 - 久能山下

  - 1959年（昭和34年）4月1日 - 三保系統が10月31日迄の季節運行となった。清水駅 - 久能山下が1日14往復、三保系統が1日7往復の運行であった。
  - 1960年（昭和35年）3月16日 - 三保系統が季節運行で羽衣松への乗り入れを開始した。
    - 羽衣松 - 三保神社前 - 三保松原入口 - 折戸 - 駒越 - 万象寺 - 久能山下

  - 1964年（昭和39年）5月1日 - 西久保営業所発着となった。[45]
  - 1966年（昭和41年）4月 - 清水折戸営業所に移管された。
  - 1973年（昭和48年）11月15日 - 同日現在の時刻表では次の系統が運行されていた。
    - 清水駅前 - 新清水 - 市役所前 - 万世町東京銀行前 - 岡町 - 三五教前 - 梅蔭寺 - 日立工場入口 - 村松 - 駒越 - 万象寺 - 久能山下（226）
    - （227）羽衣松 - 三保神社前 - 三保松原入口 - 折戸 - 駒越 - 万象寺 - 久能山下

  - 1984年（昭和59年）4月 - 同月現在の路線図では羽衣松系統は廃止されている。
  - 1989年（平成元年）5月1日 - 清水市立病院の開業に伴い市立病院経由が開設された。
  - 1998年（平成10年）5月25日 - 利用が極端に少ない不採算路線として静岡鉄道から静岡県および清水市に廃止の申し出が行われた。
  - 1999年（平成11年）4月1日 - 「山原線」と共に「山原梅蔭寺線」に統合された。

### 清水市内循環線
- 主要停留所
  - 清水駅前（西口） - 新清水 - 市役所前 - 旭町 - 松原町 - 鈴与前 - 波止場 - 港橋 - 本魚町 - 梅田町 - 三五教前 - 岡町 - 八分団前 - 桜ヶ丘 - 桜橋 - 入江町 - 入江二丁目 - 入江一丁目 - 魚町 - 二の丸 - 大手町 - 大和町 - 清水駅前（西口）
- 概説
  - 旧清水市の中心市街地であった江尻、入江地区を巡回する路線として1920年代半ばに森久自動車が開設し、1920年代末期に静岡電気鉄道が買収により承継した。1950年代末期からは日中毎時5本、1日60本以上が運行されていたが、入江町 - 魚町を除く全区間が他の郊外路線と重複しており、1970年代以降、商業の中心が清水駅前と駅前銀座に集中していったことから、清水駅方面に短絡する郊外路線に利用が移行し、1980年代半ばに入江町 - 魚町区間を「矢部線」に整理し廃止された。

- 沿革
  - 1926年（大正15年）4月29日 - 森久自動車が市内循環の免許を得た。[42]
  - 1929年（昭和4年）3月19日 - 静岡電気鉄道が森久自動車の買収により免許を承継した。
  - 1950年（昭和25年）2月1日 - 静岡鉄道が戦後の運行を再開した。[22][121]
  - 1953年（昭和28年）9月 - 同月改正の時刻表では「島崎町廻り」が7時台から20時台まで30分間隔で1日28本、「魚町廻り」が27本運行されていた。
  - 1955年（昭和30年）7月20日 - 同日改正の時刻表では「島崎町廻り」が6時台から21時台まで日中30分間隔で1日36本、「魚町廻り」が38本に増強されていた。
  - 1958年（昭和33年）7月1日 - 同日改正の時刻表では一部経路が変更され、日中毎時5本運行で「万世町廻り」が1日68本、「入江町廻り」が66本に増強されている。
    - 清水駅前（西口） - 末広町 - 新清水 - 市役所前 - 旭町 - 松原町 - 鈴与前 - 波止場 - 港橋 - 本魚町 - 三五教前 - 横浜町 - 八分団前 - 記念塔前 - 桜橋 - 入江町 - 入江二丁目 - 魚町 - 二の丸 - 大手町 - 青少年会館前 - 清水駅前（西口）

  - 1972年（昭和37年）11月 - 同月現在の路線図では一部停留所の変更があるものの同一経路での運行となっている。
    - 清水駅前（西口） - 新清水 - 市役所前 - 旭町 - 松原町 - 鈴与前 - 波止場 - 港橋 - 本魚町 - 梅田町 - 三五教前 - 岡町 - 八分団前 - 桜ヶ丘 - 桜橋 - 入江町 - 入江二丁目 - 入江一丁目 - 魚町 - 二の丸 - 大手町 - 大和町 - 清水駅前（西口）

  - 1986年（昭和61年）4月1日 - 入江町 - 魚町区間を「矢部線」に整理し運行を休止した。[109]

### 矢部循環線、矢部線
- 運行系統および主要停留所
  - （222←入江町まわり）清水駅前 - 新清水 - 市役所前 - 万世町 - 港橋 - 本魚町 - 梅田町 - 梅蔭寺前 - 第三中学校前 - 南部公民館前 - 妙音寺 - 南矢部 - 桜ヶ丘 - 清水文化センター前 - 桜橋 - 入江町 - 魚町 - 大手町 - 清水駅前（万世町まわり→223）
- 概説
  - 戦後、急速に宅地化が進行した不二見地区の村松北部、南矢部、船越と入江地区郊外を巡回する路線として1950年代半ばに開設された。港橋から巴川対岸の美濃輪町を経由して梅蔭寺までと、妙音寺から市道村松堀込2号線、記念塔通り（市道入船町船越線）を経由して桜ヶ丘までを新規区間として、複数の路線が併行する桜ヶ丘から大曲（県道197号入江富士見線）と国道1号を通じて大曲から清水駅への区間と、「清水日本平線」が併行していた日立町（のちにポプラ並木通り・沼田町）を短絡して「清水市内循環線」の外郭を循環していた。
- 沿革
  - 1954年（昭和29年）7月8日 - 港橋から美の輪を経由して梅蔭寺までと、妙音寺から船越を経由して下清水町（記念塔前）に至る新区間の免許を申請した。[122]
  - 1955年（昭和30年）7月20日 - 同日改正の時刻表では「矢部循環線」として「相生町廻り」「大曲廻り」共に1日6本が運行されていた。
  - 1958年（昭和33年）7月1日 - 同日改正の時刻表では「相生町廻り」「大曲廻り」共に1日11本に増強されている。
    - 清水駅前 - 末広町 - 新清水 - 市役所前 - 万世町 - 港橋 - 本魚町 - 美の輪 - 梅蔭寺前 - 北矢部 - 村松農協前 - 五分団前 - 日立町 - 鉄舟寺 - 妙音寺 - 南矢部 - 船越 - 大沢川 - 堂林 - 記念塔前- 桜橋 - 入江町 - 大曲 - 元屋敷 - 小芝町 - 大手町 - 青少年会館前 - 清水駅前

  - 1960年（昭和35年）12月1日 - 同日現在の時刻表では「相生町廻り」が「万世町廻り」となっている。
  - 1966年（昭和41年）4月 - 清水折戸営業所の管轄となった。
  - 1972年（昭和47年）11月 - 同月現在の路線図では日立町（市道村松妙音寺１号線）からポプラ並木通り（市道 清開妙音寺線）の沼田町経由となっており、これに伴い鉄舟寺始発の系統が開設されたため、路線名が「矢部線」に変更されている。また、翌年11月の時刻表では系統番号が付与されていた。
    - （222←大曲廻り）清水駅前 - 新清水 - 市役所前 - 万世町 - 港橋 - 本魚町 - 梅田町 - 梅蔭寺 - 村松農協前 - 沼田町 - 妙音寺 - 南矢部 - 船越南 - 福祉センター入口 - 桜ヶ丘 - 桜橋 - 入江町 - 大曲 - 小芝町 - 大手町 - 清水駅前（万世町廻り→223）
    - 鉄舟寺 → 妙音寺 → 南矢部 → 船越南 → 福祉センター入口 → 桜ヶ丘 → 桜橋 → 入江町 → 大曲 → 小芝町 → 大手町 → 清水駅前

  - 1976年（昭和51年）1月1日 - 同日現在の時刻表では万世町まわりが1日23本（内7時台2本は竜ヶ寺発）大曲廻りが1日21本運行されていた。
    - 竜ヶ寺 → 鉄舟寺 → 妙音寺 → 南矢部 → 船越南 → 福祉センター入口 → 桜ヶ丘 → 桜橋 → 入江町 → 大曲 → 小芝町 → 大手町 → 清水駅前

  - 1990年（平成2年）8月 - 同月発行の路線図では「清水市内循環線」の廃止に伴い入江町経由となっている。
  - 1998年（平成10年）2月28日 - 同日の運行を以って廃止され、3月1日より船越方面には「船越堤公園線」が開設された。

### 福祉センター線
清水駅前 - 新清水 - 市役所前 - 万世町 - 桜ヶ丘 - 堂林 - 大沢川 - 船越 - 福祉センター前
1963年（昭和38年）- 船越に清水市立老人福祉センターが完成し「福祉センター線」が開設された。
1964年（昭和39年）5月1日 - 「清水狐ヶ崎線」に統合された。

### 船越堤公園線
- 運行系統および主要停留所
  - 清水駅前 - 大手町 - 永楽町 - 清水保健センター - 清水文化センター - 堂林 - 船越郵便局 - 船越堤公園（280）
  - 清水駅前 - 新清水 - 清水区役所 - 万世町 - 堂林 - 船越郵便局 - 船越堤公園（281）
- 概説
  - 「矢部線」の廃止に伴い船越地区に開設された路線であり、清水駅からさつき通り（国道149号）と記念塔通り（市道入船町船越線）を経由する万世町経由と、清水駅から花の木通り、渋川橋を経由して、渋川妙音寺線から記念塔通りに合流する保健センター経由の2系統が存在した。
  - 保健センター経由は、地元および清水市からの要望により渋川の清水保健福祉センターや清水文化センターの公共交通確保の目的で開設されたが、[124]利用は伸びず開設4年で廃止され、万世町経由も静岡市による欠損補助により維持されたが2017年（平成29年）の路線再編で廃止となった。
- 沿革
  - 1998年（平成10年）3月1日 - 運行を開始した。
  - 2001年（平成13年）10月 - 静岡鉄道より静岡県生活交通確保対策協議会に対し単独維持困難の申し出が行われた。
  - 2002年（平成14年）4月1日 - 保健センター経由が廃止され、万世町経由には清水市による欠損補助が開始された。
  - 2017年（平成29年）3月25日 - 同日の運行を以って廃止された。[125]

### 狐ヶ崎線
- 運行系統および主要停留所
  - 新静岡 - 静岡駅前 - 伝馬町 - 下横田 - 柚木 - 長沼 - いすゞ前 - 古庄 - 運動場前 - 栗原 - 国吉田 - 平沢入口 - 桜井戸入口 - 草薙駅前 - 有度中学校前 - 有度小学校前 - 十七夜山前 - 遊園地前 - 平川地 - 追分 - 入江学校前 - 入江町 - 魚町 - 銀座二丁目 - 伝馬町 - 清水駅前
- 概説
  - 静岡鉄道静岡清水線とほぼ並行する旧東海道を経由して静岡と清水を結ぶ路線であり、鉄道線の防衛と静清国道バス（のちの東部国道線）の営業権取得のため、森久自動車の買収により開設した。
  - 戦後は静岡鉄道静岡清水線の復興、増強と「国道本線」の開設が優先され、路線図への掲載はあるものの定期運行は休止されていた。
  - 静岡国体の輸送を完遂した1950年代後半に静岡第二営業所と清水営業所の共管で運行を再開したが、1960年代初頭には静岡第二営業所の管轄する「静岡狐ヶ崎線」と清水営業所の管轄する「清水狐ヶ崎線」に系統が分割された。
- 沿革
  - 1926年（大正15年・昭和元年）10月31日 - 狐ヶ崎遊園地が仮開園した。
  - 1927年（昭和2年）4月1日 - 狐ヶ崎遊園地が開園した。
  - 1929年（昭和4年）3月15日 - 静岡電気鉄道が森久自動車から旧東海道経由の静岡市茶町 - 江尻辻（現 清水駅前）間の営業権を買収した。
  - 1930年（昭和5年）
    - 5月2日 - 静岡電気鉄道に旧東海道経由の静岡 - 清水間が免許された。
    - 5月15日 - 路線を開設した。
      - 静岡市栄町（静岡駅前）- 古庄 - 草薙 - 江尻辻

  - 1948年（昭和23年）10月3日 - 狐ヶ崎遊園地が戦後の営業を再開した。
  - 1958年（昭和33年）7月1日 - 同日改正の時刻表では「狐ヶ崎線」が運行を開始しており、新静岡発清水行が1日6本、清水発新静岡行が1日5本運行されていた。
    - 新静岡 - 狐ヶ崎遊園地 - 清水駅前

  - 1960年（昭和35年）9月1日 - 「静岡狐ヶ崎線」と「清水狐ヶ崎線」に分割された。

### 清水狐ヶ崎線、清水狐ヶ崎ヤングランド線
- 沿革
  - 1960年（昭和35年）
    - 9月1日 - 同日現在の路線図では「狐ヶ崎線」が「静岡狐ヶ崎線」と「清水狐ヶ崎線」に分割されている。
      - 清水駅前 - 伝馬町 - 銀座二丁目 - 魚町 - 入江一丁目 - 入江二丁目 - 入江町 - 入江学校前 - 追分 - 平川地 - 遊園地前

    - 12月17日 - 同日現在の路線図では巴川製紙前経由に経路が変更されている。
      - 清水駅前 - 伝馬町 - 銀座二丁目 - 巴川製紙前 - 入江一丁目 - 入江二丁目 - 入江町 - 入江学校前 - 追分 - 平川地 - 遊園地前

  - 1961年（昭和36年）11月16日 -  同日現在の路線図では船越経由が開設され、柳町を経由するようになっている。
    - 清水駅前 - 伝馬町 - 柳町 - 銀座二丁目 - 巴川製紙前 - 入江一丁目 - 入江二丁目 - 入江町 - 入江学校前 - 追分 - 平川地 - 遊園地前
    - 清水駅前 - 伝馬町 - 柳町 - 銀座二丁目 - 巴川製紙前 - 入江一丁目 - 入江二丁目 - 入江町 - 桜橋 - 桜ヶ丘 - 堂林 - 大沢川 - 船越 - 今泉 - 有東坂 - 平川地 - 遊園地前

  - 1962年（昭和37年）10月1日 - 狐ヶ崎遊園地の隣接地でグループ会社の静岡トヨペットが運営する狐ヶ崎自動車教習所が整備拡充され、公安委員会指定の（株）静鉄自動車学校となった。
  - 1964年（昭和39年）5月1日 - 伝馬町 - 柳町区間（市道江尻東二丁目1号線）が車両制限令に抵触する追分経由の運行を廃止し、「福祉センター線」を統合し全て万世町経由となった。[45]
    - 清水駅前 - 新清水 - 市役所前 - 万世町 - 桜ヶ丘 - 堂林 - 大沢川 - 船越 - 福祉センター前 - 今泉 - 有東坂 - 平川地 - 遊園地前

  - 1967年（昭和42年）10月16日 - 狐ヶ崎遊園地が改装のため一時閉園した。
  - 1968年（昭和43年）6月8日 - 狐ヶ崎ヤングランド開業に伴い「清水狐ヶ崎ヤングランド線」に路線の名称が変更された。
  - 1973年（昭和48年）11月15日 - 同日現在の時刻表では1日7往復が運行されていた。
    - 清水駅前 - 新清水 - 市役所前 - 万世町 - 桜ヶ丘 - 堂林 - 大沢川 - 船越 - 福祉センター入口 - 今泉 - 有東坂 - 平川地 - ヤングランド（225）

  - 1975年（昭和50年）8月16日 - 同日改正の時刻表では1日9往復に増便されている。
  - 1990年（平成2年）8月 - 同月現在の路線図からは消滅している。

### 三保狐ヶ崎ヤングランド線
- 運行系統および主要停留所
  - （228）三保ランド - 三保車庫前 - 三保松原入口 - 折戸車庫前 - 駒越 - 村松 - 日立工場入口 - 梅蔭寺 - 桜ヶ丘 - 福祉センター入口 - ヤングランド（229）
- 概説
  - 狐ヶ崎ヤングランドの開業を機に清水折戸営業所の管轄で開設された路線であり、記念塔通りと柳宮通りを経由して三保地区と有度地区の狐ヶ崎を結んでいた。
  - 1980年代末期に清水市立病院が不二見地区に新築移転し、南幹線（現県道407号）の狐ヶ崎から草薙駅周辺までの区間が開通したことに伴い、三保地区と有度地区双方からの清水市立病院へのアクセス路線が要望された結果、県道198号駒越富士見線（通称 市立病院線）経由に変更され草薙団地まで延伸し「三保草薙線」となった。
- 沿革
  - 1968年（昭和44年）6月8日 - 狐ヶ崎ヤングランドが開業した。
  - 1970年（昭和45年）
    - 4月8日 - 馬走団地（112区画）の起工式が行われた。[126]
    - 5月2日 - 三保真崎に東海大学海洋科学博物館が落成した。[96]

  - 1972年（昭和47年）11月 - 同月現在の路線図では次の経路を運行していた。
    - 三保センター - 三保車庫前 - 三保本町 - 三保松原入口 - 折戸車庫前 - 駒越 - 村松 - 日立工場入 - 村松農協前 - 梅蔭寺 - 三五教前 - 桜ヶ丘 - 福祉センター入口 - ヤングランド

  - 1973年（昭和48年）11月15日 - 同日現在の時刻表では1日6往復が運行されていた。
    - （228）三保ランド - 三保車庫前 - 三保本町 - 三保松原入口 - 折戸車庫前 - 駒越 - 村松 - 日立工場入 - 村松農協前 - 梅蔭寺 - 三五教前 - 桜ヶ丘 - 福祉センター入口 - ヤングランド（229）

  - 1976年（昭和51年）1月1日 - 同日現在の時刻表では平日8往復、日祝日7往復が運行されており、平日の始発は折戸車庫発狐ヶ崎行きであった。
  - 1977年（昭和52年）
    - 4月29日 - 狐ヶ崎ヤングランドが新装開業した。
    - 10月31日 - 静鉄自動車学校の隣接地に静岡鉄道の分譲マンション「ハイコーポ狐ヶ崎」（142戸）が竣工した。[127]

  - 1990年（平成2年）4月1日 - 駒越から忠霊塔、清水市立病院、南矢部を経由する経路に変更され、さらに草薙駅前を経由して草薙団地まで延伸し「三保草薙線」となった。[35]

### 梅ヶ谷蜂ヶ谷線（一部系統）
- 運行系統および主要停留所
  - 梅ヶ谷 → 梅ヶ谷中 → 梅ヶ谷下 → 旭ヶ丘 → 押切 → 天王町 → 秋吉町 → 辻五丁目 → 清水駅（特214）
- 概説
  - 西久保営業所の移転に伴う路線再編で誕生した梅ヶ谷蜂ヶ谷線の一系統。
  - 「梅ヶ谷線」の上りに相当する梅ヶ谷発、辻五丁目経由の清水駅行き（特214）は平日朝1便のみの運行であった。
  - 2024年9月30日をもって運行を終了した。翌日からは、はちがやまわりとして継続している。なお、秋吉町経由ではない[128]。

### 山原梅蔭寺線（一部系統）
- 運行系統および主要停留所
  - （212）山原 - 下野 - 高橋 - 辻五丁目 - 清水駅 - 新清水 - 梅蔭寺 - 日立工場入口 - 駒越 - 久能山下（226）
- 概説
  - 日立工場入口から分岐する系統。平日1往復の運行となっていた。2025年3月31日をもって運行終了。忠霊塔経由に振り替えての運行継続となる[129]。

## 車両
- いすゞ・日野・日産ディーゼルの3メーカーの車両が在籍するが、路線車においてはいすゞ38台、日野22台、日産ディーゼル6台といすゞ車の配置が圧倒的に多くなっている。また県外高速線用に4メーカーの車両が、特定輸送用に日野・三菱ふそう製の貸切車が数台配置されている。
- 前述の通り庵原線や石田街道線は狭隘区間が連続し、中型車による限定運用となっているため、エルガミオやレインボーといった中型車が複数配置されている。
- 県外高速路線用に高速車が8台配置されている。

### 2000年代
- 2001年（平成13年）から2002年（平成14年）にかけて神戸市交通局から移籍した三菱ふそう・エアロスターM（U-MP218K）が4台配置された。
- 2002年（平成14年）に初めての低床車(日産ディーゼル・スペースランナーJP)が2台投入され、清水厚生病院と清水市立病院を結ぶ「港南厚生病院線」で運用を開始した。[32]
- 2005年（平成17年）には国鉄清水港線廃止時に大量導入されたモノコック車（いすゞ・CJMや三菱ふそう・MP118）を置き換えるためにいすゞ・エルガ（KL-LV280N1改）が春夏2回に分けて計16台投入された。同時期には側面方向幕が大型のものになった1988年（昭和63年）以降に製造された車両がLED行先表示器に換装された。また、但沼車庫発着の静岡市自主運行バス用に配置されていた三菱・エアロミディMK（P-MK116J）の更新用に日野・リエッセ（PB-RX6JFAA）が1台用意された。なお、不足分は通常の中型車（いすゞ・LRや日野・レインボー）が但沼車庫や各行先に駐在することで解決している。
- 2007年（平成19年）には方向幕のまま存置されていた老朽車を置き換えるためにいすゞ・エルガ（PJ-LV234N1）が一気に13台投入された。続く2008年（平成20年）にもノンステップ車（PKG-LV234N2・PKG-KV234N2）が11台配置されており、この地点でLED換装車も含め大半のツーステップ車は廃車または鳥坂・岡部・相良・浜岡の各営業所に転属となった。また、大型ノンステップ車も一部が鳥坂営業所所属の中型ワンステップ車（PA-KR234J1改）と交換する形で転属していった。

### 2010年代
- 前半は残存した大型ツーステップ車を置き換えるために1年に1〜3台のペースでノンステップ車が投入された。
- また富士重工6Eを架装した中型車（P-LR312J）を置き換えるために2012年（平成24年）頃から唐瀬営業所から富士重工8E架装の車両（KC-LR333J）が、小鹿営業所から中型ワンステップ車（PA-KR234J1改）が転属してきた他、2015年（平成27年）には中型ワンステップ車（SKG-KR290J1）が2台配置された。
- 2013年（平成25年）には鳥坂営業所からハイブリッド車（LJG-HU8JLGP）が転属し、同時期に新設された三保山の手線三保松原系統に優先的に充当された。
- 2016年（平成28年）にはモデルチェンジした日野・ブルーリボン（QRG-KV290Q1・QPG-KV290Q1）が配置され、大半の大型ツーステップ車の置き換えが完了した。
- 2017年（平成29年）の営業所移転時のダイヤ改定に合わせ余剰となった中型車（日野・レインボー）4台が除籍された。
- 2018年（平成30年）4月に両河内線の大平・板井沢系統が地元NPO法人に移管されることとなり、同時に宍原系統も三保山の手線に使用される大型車を間合いで使用するようになった。これにより従来但沼ローカル区間に駐在されていた車両のうち、いすゞ・ジャーニーK（KC-LR333J）は2台が小鹿営業所に転属、2台が清水市内中心の運用となり、日野・リエッセは除籍となった。また、同時期に鳥坂や唐瀬営業所から大型ノンステップ車が転属となり、これによりいすゞ・ジャーニーK（U-LR332J）6台は一挙に除籍となった。
- 2019年（平成31年）2月には初となる復刻塗装（”近距離路線バス”のダークグリーン色）車両が投入された。

### 2020年代
- 2020年（令和2年）初頭には小鹿・唐瀬営業所から大型ノンステップ車2台、中型ノンステップ車（KK-MJ26HF改）1台が転属し、いすゞ・ジャーニーK2台・富士重工8E架装のいすゞ・LR1台を置き換えた。これによってしずてつジャストラインからジャーニーKが全滅した。続く秋にも中型ノンステップ車1台が転属し、最後まで残った神戸車（実際には予備の予備車状態で、営業所移転を前後に稼働することはほぼなかった。）を置き換え、しずてつジャストラインから元神戸市バスの車両は全滅した。また、路線車に限っては低床化率100%を達成した。
- 2021年（令和3年）3月のダイヤ改定で石田街道線の東大谷〜久能山下間が小鹿営業所から移管することとなり、中型車が小鹿・唐瀬営業所から3台転属した。また、最後まで特定輸送用に残ったツーステップ車両（U-LV324K）が廃車となり、しずてつジョイステップバスから小型・中型貸切バスが6台転属した。
- 2023年（令和5年）には小鹿・唐瀬営業所から新型エルガ・ブルーリボンが5台転属してきたが、そのかわりにいすゞ・エルガ（LKG-LV234N3・QPG-LV234N3）が同数転出した。